# Résultats par département de l'élection présidentielle française de 2012

Logo de l'élection présidentielle française de 2012.

Cette page regroupe les résultats par département ou par territoire de l'élection présidentielle française de 2012. Le premier tour s'achève le dimanche 22 avril 2012 et le second tour le dimanche 6 mai 2012.
Le ministère de l'Intérieur publie des totalisations durant la nuit qui suit le scrutin, avant les éventuelles corrections par le Conseil constitutionnel le jeudi suivant le scrutin.
Les tableaux indiquent le nombre de voix par candidat ainsi que le pourcentage de chacun d'eux sur le nombre total de bulletins exprimés. Le taux de bulletins blancs et nuls ou de bulletins exprimés est indiqué par rapport au nombre total de votants.

## Score minimal et score maximal par candidat
L'information relative aux deux scores minimal et maximal pour chaque candidat nécessite d'être présentée dans deux tableaux « métropole » et « hors métropole » car douze sur vingt de ces scores ont été réalisés « hors métropole ».

### En métropole
| Candidat | Candidat              | Minimum | Minimum     | Maximum | Maximum              |
| Candidat | Candidat              | %       | Département | %       | Département          |
| -------- | --------------------- | ------- | ----------- | ------- | -------------------- |
|          | Eva Joly              | 1,16    | Aisne       | 4,18    | Paris                |
|          | Marine Le Pen         | 6,20    | Paris       | 27,03   | Vaucluse             |
|          | Nicolas Sarkozy       | 18,72   | Ariège      | 37,19   | Alpes-Maritimes      |
|          | Jean-Luc Mélenchon    | 7,22    | Bas-Rhin    | 16,99   | Seine-Saint-Denis    |
|          | Philippe Poutou       | 0,67    | Paris       | 1,73    | Pyrénées-Atlantiques |
|          | Nathalie Arthaud      | 0,27    | Paris       | 0,89    | Somme                |
|          | Jacques Cheminade     | 0,18    | Corrèze     | 0,33    | Haut-Rhin            |
|          | François Bayrou       | 4,60    | Haute-Corse | 15,67   | Pyrénées-Atlantiques |
|          | Nicolas Dupont-Aignan | 1,00    | Paris       | 3,41    | Essonne              |
|          | François Hollande     | 18,89   | Haut-Rhin   | 42,97   | Corrèze              |

### Hors métropole
| Candidat | Candidat              | Minimum | Minimum                         | Maximum | Maximum                         |
| Candidat | Candidat              | %       | Département                     | %       | Département                     |
| -------- | --------------------- | ------- | ------------------------------- | ------- | ------------------------------- |
|          | Eva Joly              | 1,47    | Guadeloupe                      | 5,44    | Français établis hors de France |
|          | Marine Le Pen         | 2,37    | Wallis-et-Futuna                | 15,81   | Saint-Pierre-et-Miquelon        |
|          | Nicolas Sarkozy       | 17,96   | La Réunion                      | 49,63   | Nouvelle-Calédonie              |
|          | Jean-Luc Mélenchon    | 1,19    | Wallis-et-Futuna                | 15,17   | Saint-Pierre-et-Miquelon        |
|          | Philippe Poutou       | 0,59    | Polynésie française             | 3,91    | Saint-Pierre-et-Miquelon        |
|          | Nathalie Arthaud      | 0,28    | Français établis hors de France | 0,99    | Martinique                      |
|          | Jacques Cheminade     | 0,29    | La Réunion                      | 0,49    | Mayotte                         |
|          | François Bayrou       | 4,18    | Mayotte                         | 11,37   | Français établis hors de France |
|          | Nicolas Dupont-Aignan | 0,67    | Wallis-et-Futuna                | 2,77    | Polynésie française             |
|          | François Hollande     | 24,91   | Nouvelle-Calédonie              | 57,00   | Guadeloupe                      |

## Cartes des 101 départements et des collectivités hors métropole
|                                                                                    |  |                                                                                                |
| Candidat arrivé en tête au 1er tour. François HollandeMarine Le PenNicolas Sarkozy |  | Candidat arrivé en seconde position au 1er tour. François HollandeMarine Le PenNicolas Sarkozy |

| |  |                                                                                                   |
| Candidat arrivé en troisième position au 1er tour. François BayrouFrançois HollandeMarine Le PenJean-Luc MélenchonNicolas Sarkozy |  | Candidat arrivé en quatrième position au 1er tour. François BayrouMarine Le PenJean-Luc Mélenchon |

|                                                                      |  | |
| Candidat arrivé en tête au 2e tour. François HollandeNicolas Sarkozy |  | Candidat arrivé en tête au 2e tour, et importance du vote obtenu. Une couleur plus foncée indique une avance plus grande du premier candidat. |

## En métropole

### Ain
Source : Ministère de l'Intérieur - Ain (Rhône-Alpes) 
| Candidat       | Candidat              | Premier tour | Premier tour | Second tour | Second tour |
| Candidat       | Candidat              | Voix         | %            | Voix        | %           |
| -------------- | --------------------- | ------------ | ------------ | ----------- | ----------- |
|                | Eva Joly              | 7 268        | 2,26         |             |             |
|                | Marine Le Pen         | 66 540       | 20,71        |             |             |
|                | Nicolas Sarkozy       | 97 722       | 30,41        | 175 741     | 57,23       |
|                | Jean-Luc Mélenchon    | 30 898       | 9,61         |             |             |
|                | Philippe Poutou       | 3 323        | 1,03         |             |             |
|                | Nathalie Arthaud      | 1 794        | 0,56         |             |             |
|                | Jacques Cheminade     | 860          | 0,27         |             |             |
|                | François Bayrou       | 32 650       | 10,16        |             |             |
|                | Nicolas Dupont-Aignan | 7 208        | 2,24         |             |             |
|                | François Hollande     | 73 096       | 22,75        | 131 333     | 42,77       |
|                |                       |              |              |             |             |
| Inscrits       | Inscrits              | 393 803      | 100,00       | 393 866     | 100,00      |
| Abstentions    | Abstentions           | 65 996       | 16,76        | 67 279      | 17,08       |
| Votants        | Votants               | 327 812      | 83,24        | 326 587     | 82,92       |
| Blancs et nuls | Blancs et nuls        | 6 453        | 1,97         | 19 513      | 5,97        |
| Exprimés       | Exprimés              | 321 359      | 98,03        | 307 071     | 94,03       |

### Aisne
Source : Ministère de l'Intérieur - Aisne (Picardie)
| |  | |
| Candidat arrivé en tête dans les communes de l'Aisne au 1ertour :François HollandeNicolas SarkozyMarine Le PenJean-Luc Mélenchon |  | Candidat arrivé en tête dans les communes de l'Aisne au 2e tour : François HollandeNicolas Sarkozy |

| Candidat       | Candidat              | Premier tour | Premier tour | Second tour | Second tour |
| Candidat       | Candidat              | Voix         | %            | Voix        | %           |
| -------------- | --------------------- | ------------ | ------------ | ----------- | ----------- |
|                | Eva Joly              | 3 455        | 1,16         |             |             |
|                | Marine Le Pen         | 78 452       | 26,33        |             |             |
|                | Nicolas Sarkozy       | 72 090       | 24,20        | 133 760     | 47,60       |
|                | Jean-Luc Mélenchon    | 30 360       | 10,19        |             |             |
|                | Philippe Poutou       | 3 860        | 1,30         |             |             |
|                | Nathalie Arthaud      | 2 490        | 0,84         |             |             |
|                | Jacques Cheminade     | 738          | 0,25         |             |             |
|                | François Bayrou       | 19 895       | 6,68         |             |             |
|                | Nicolas Dupont-Aignan | 5 853        | 1,96         |             |             |
|                | François Hollande     | 80 751       | 27,10        | 147 260     | 52,40       |
|                |                       |              |              |             |             |
| Inscrits       | Inscrits              | 376 068      | 100,00       | 376 073     | 100,00      |
| Abstentions    | Abstentions           | 72 928       | 19,39        | 73 997      | 19,68       |
| Votants        | Votants               | 303 140      | 80,61        | 302 076     | 80,32       |
| Blancs et nuls | Blancs et nuls        | 5 196        | 1,71         | 21 056      | 6,97        |
| Exprimés       | Exprimés              | 297 944      | 98,29        | 281 020     | 93,03       |

### Allier
Source : Ministère de l'Intérieur - Allier (Auvergne)
| Candidat       | Candidat              | Premier tour | Premier tour | Second tour | Second tour |
| Candidat       | Candidat              | Voix         | %            | Voix        | %           |
| -------------- | --------------------- | ------------ | ------------ | ----------- | ----------- |
|                | Eva Joly              | 3 232        | 1,57         |             |             |
|                | Marine Le Pen         | 37 736       | 18,32        |             |             |
|                | Nicolas Sarkozy       | 49 477       | 24,02        | 84 593      | 43,11       |
|                | Jean-Luc Mélenchon    | 27 969       | 13,58        |             |             |
|                | Philippe Poutou       | 2 584        | 1,25         |             |             |
|                | Nathalie Arthaud      | 1 482        | 0,72         |             |             |
|                | Jacques Cheminade     | 457          | 0,22         |             |             |
|                | François Bayrou       | 17 814       | 8,65         |             |             |
|                | Nicolas Dupont-Aignan | 4 068        | 1,98         |             |             |
|                | François Hollande     | 61 131       | 29,68        | 111 615     | 56,89       |
|                |                       |              |              |             |             |
| Inscrits       | Inscrits              | 256 275      | 100,00       | 256 211     | 100,00      |
| Abstentions    | Abstentions           | 45 266       | 17,66        | 45 079      | 17,59       |
| Votants        | Votants               | 211 009      | 82,34        | 211 132     | 82,41       |
| Blancs et nuls | Blancs et nuls        | 5 059        | 2,40         | 14 924      | 7,07        |
| Exprimés       | Exprimés              | 205 950      | 97,60        | 196 208     | 92,93       |

### Alpes-de-Haute-Provence
Source : Ministère de l'Intérieur - Alpes-de-Haute-Provence (PACA)
| Candidat       | Candidat              | Premier tour | Premier tour | Second tour | Second tour |
| Candidat       | Candidat              | Voix         | %            | Voix        | %           |
| -------------- | --------------------- | ------------ | ------------ | ----------- | ----------- |
|                | Eva Joly              | 2 933        | 2,91         |             |             |
|                | Marine Le Pen         | 20 875       | 20,71        |             |             |
|                | Nicolas Sarkozy       | 25 668       | 25,47        | 47 444      | 48,94       |
|                | Jean-Luc Mélenchon    | 15 269       | 15,15        |             |             |
|                | Philippe Poutou       | 1 394        | 1,38         |             |             |
|                | Nathalie Arthaud      | 487          | 0,48         |             |             |
|                | Jacques Cheminade     | 283          | 0,28         |             |             |
|                | François Bayrou       | 7 483        | 7,42         |             |             |
|                | Nicolas Dupont-Aignan | 1 845        | 1,83         |             |             |
|                | François Hollande     | 24 551       | 24,36        | 49 498      | 51,06       |
|                |                       |              |              |             |             |
| Inscrits       | Inscrits              | 123 933      | 100,00       | 123 895     | 100,00      |
| Abstentions    | Abstentions           | 21 034       | 16,97        | 20 314      | 16,40       |
| Votants        | Votants               | 102 899      | 83,03        | 103 581     | 83,60       |
| Blancs et nuls | Blancs et nuls        | 2 111        | 2,05         | 6 639       | 6,41        |
| Exprimés       | Exprimés              | 100 788      | 97,95        | 96 942      | 93,59       |

### Hautes-Alpes
Source : Ministère de l'Intérieur - Hautes-Alpes (Provence-Alpes-Côte d’Azur) 
| Candidat       | Candidat              | Premier tour | Premier tour | Second tour | Second tour |
| Candidat       | Candidat              | Voix         | %            | Voix        | %           |
| -------------- | --------------------- | ------------ | ------------ | ----------- | ----------- |
|                | Eva Joly              | 3 147        | 3,63         |             |             |
|                | Marine Le Pen         | 15 359       | 17,70        |             |             |
|                | Nicolas Sarkozy       | 22 655       | 26,11        | 40 945      | 49,11       |
|                | Jean-Luc Mélenchon    | 12 175       | 14,03        |             |             |
|                | Philippe Poutou       | 1 152        | 1,33         |             |             |
|                | Nathalie Arthaud      | 488          | 0,56         |             |             |
|                | Jacques Cheminade     | 212          | 0,24         |             |             |
|                | François Bayrou       | 8 559        | 9,86         |             |             |
|                | Nicolas Dupont-Aignan | 1 782        | 2,05         |             |             |
|                | François Hollande     | 21 248       | 24,49        | 42 435      | 50,89       |
|                |                       |              |              |             |             |
| Inscrits       | Inscrits              | 106 865      | 100,00       | 106 875     | 100,00      |
| Abstentions    | Abstentions           | 18 246       | 17,07        | 17 470      | 16,35       |
| Votants        | Votants               | 88 619       | 82,93        | 89 405      | 83,65       |
| Blancs et nuls | Blancs et nuls        | 1 842        | 2,08         | 6 025       | 6,74        |
| Exprimés       | Exprimés              | 86 777       | 97,92        | 83 380      | 93,26       |

### Alpes-Maritimes
Source : Ministère de l'Intérieur - Alpes-Maritimes (PACA) 
| Candidat       | Candidat              | Premier tour | Premier tour | Second tour | Second tour |
| Candidat       | Candidat              | Voix         | %            | Voix        | %           |
| -------------- | --------------------- | ------------ | ------------ | ----------- | ----------- |
|                | Eva Joly              | 12 556       | 2,15         |             |             |
|                | Marine Le Pen         | 136 982      | 23,50        |             |             |
|                | Nicolas Sarkozy       | 216 738      | 37,19        | 366 055     | 64,31       |
|                | Jean-Luc Mélenchon    | 49 493       | 8,49         |             |             |
|                | Philippe Poutou       | 4 048        | 0,69         |             |             |
|                | Nathalie Arthaud      | 1 576        | 0,27         |             |             |
|                | Jacques Cheminade     | 1 238        | 0,21         |             |             |
|                | François Bayrou       | 38 980       | 6,69         |             |             |
|                | Nicolas Dupont-Aignan | 9 241        | 1,59         |             |             |
|                | François Hollande     | 111 990      | 19,21        | 203 117     | 35,69       |
|                |                       |              |              |             |             |
| Inscrits       | Inscrits              | 745 288      | 100,00       | 745 493     | 100,00      |
| Abstentions    | Abstentions           | 153 383      | 20,58        | 146 254     | 19,62       |
| Votants        | Votants               | 591 905      | 79,42        | 599 239     | 80,38       |
| Blancs et nuls | Blancs et nuls        | 9 063        | 1,53         | 30 067      | 5,02        |
| Exprimés       | Exprimés              | 582 842      | 98,47        | 569 172     | 94,98       |

### Ardèche
Source : Ministère de l'Intérieur - Ardèche (Rhône-Alpes)
| Candidat       | Candidat              | Premier tour | Premier tour | Second tour | Second tour |
| Candidat       | Candidat              | Voix         | %            | Voix        | %           |
| -------------- | --------------------- | ------------ | ------------ | ----------- | ----------- |
|                | Eva Joly              | 5 621        | 2,80         |             |             |
|                | Marine Le Pen         | 40 216       | 20,04        |             |             |
|                | Nicolas Sarkozy       | 47 687       | 23,76        | 88 429      | 46,55       |
|                | Jean-Luc Mélenchon    | 28 247       | 14,07        |             |             |
|                | Philippe Poutou       | 2 750        | 1,37         |             |             |
|                | Nathalie Arthaud      | 1 257        | 0,63         |             |             |
|                | Jacques Cheminade     | 521          | 0,26         |             |             |
|                | François Bayrou       | 18 373       | 9,15         |             |             |
|                | Nicolas Dupont-Aignan | 3 890        | 1,94         |             |             |
|                | François Hollande     | 52 156       | 25,98        | 101 526     | 53,45       |
|                |                       |              |              |             |             |
| Inscrits       | Inscrits              | 243 351      | 100,00       | 243 351     | 100,00      |
| Abstentions    | Abstentions           | 38 560       | 15,85        | 39 421      | 16,20       |
| Votants        | Votants               | 204 791      | 84,15        | 203 930     | 83,80       |
| Blancs et nuls | Blancs et nuls        | 4 073        | 1,99         | 13 975      | 6,85        |
| Exprimés       | Exprimés              | 200 718      | 98,01        | 189 955     | 93,15       |

### Ardennes
Source : Ministère de l'Intérieur - Ardennes (Champagne-Ardenne) 
| Candidat       | Candidat              | Premier tour | Premier tour | Second tour | Second tour |
| Candidat       | Candidat              | Voix         | %            | Voix        | %           |
| -------------- | --------------------- | ------------ | ------------ | ----------- | ----------- |
|                | Eva Joly              | 1 868        | 1,22         |             |             |
|                | Marine Le Pen         | 37 628       | 24,50        |             |             |
|                | Nicolas Sarkozy       | 37 524       | 24,43        | 70 119      | 48,11       |
|                | Jean-Luc Mélenchon    | 14 260       | 9,28         |             |             |
|                | Philippe Poutou       | 1 981        | 1,29         |             |             |
|                | Nathalie Arthaud      | 1 185        | 0,77         |             |             |
|                | Jacques Cheminade     | 366          | 0,24         |             |             |
|                | François Bayrou       | 11 551       | 7,52         |             |             |
|                | Nicolas Dupont-Aignan | 2 787        | 1,82         |             |             |
|                | François Hollande     | 44 441       | 28,93        | 75 630      | 51,89       |
|                |                       |              |              |             |             |
| Inscrits       | Inscrits              | 196 579      | 100,00       | 196 603     | 100,00      |
| Abstentions    | Abstentions           | 40 508       | 20,61        | 40 542      | 20,62       |
| Votants        | Votants               | 156 071      | 79,39        | 156 061     | 79,38       |
| Blancs et nuls | Blancs et nuls        | 2 480        | 1,59         | 10 308      | 6,61        |
| Exprimés       | Exprimés              | 153 591      | 98,41        | 145 753     | 93,39       |

### Ariège
Source : Ministère de l'Intérieur - Ariège (Midi-Pyrénées)
| Candidat       | Candidat              | Premier tour | Premier tour | Second tour | Second tour |
| Candidat       | Candidat              | Voix         | %            | Voix        | %           |
| -------------- | --------------------- | ------------ | ------------ | ----------- | ----------- |
|                | Eva Joly              | 2 742        | 2,85         |             |             |
|                | Marine Le Pen         | 16 125       | 16,79        |             |             |
|                | Nicolas Sarkozy       | 17 979       | 18,72        | 32 452      | 35,31       |
|                | Jean-Luc Mélenchon    | 16 197       | 16,86        |             |             |
|                | Philippe Poutou       | 1 396        | 1,45         |             |             |
|                | Nathalie Arthaud      | 528          | 0,55         |             |             |
|                | Jacques Cheminade     | 221          | 0,23         |             |             |
|                | François Bayrou       | 6 411        | 6,67         |             |             |
|                | Nicolas Dupont-Aignan | 1 446        | 1,51         |             |             |
|                | François Hollande     | 33 003       | 34,36        | 59 466      | 64,69       |
|                |                       |              |              |             |             |
| Inscrits       | Inscrits              | 116 370      | 100,00       | 116 357     | 100,00      |
| Abstentions    | Abstentions           | 18 502       | 15,90        | 18 024      | 15,49       |
| Votants        | Votants               | 97 868       | 84,10        | 98 333      | 84,51       |
| Blancs et nuls | Blancs et nuls        | 1 820        | 1,86         | 6 415       | 6,52        |
| Exprimés       | Exprimés              | 96 048       | 98,14        | 91 918      | 93,48       |

### Aube
Source : Ministère de l'Intérieur - Aube (Champagne-Ardenne)
| Candidat       | Candidat              | Premier tour | Premier tour | Second tour | Second tour |
| Candidat       | Candidat              | Voix         | %            | Voix        | %           |
| -------------- | --------------------- | ------------ | ------------ | ----------- | ----------- |
|                | Eva Joly              | 2 294        | 1,41         |             |             |
|                | Marine Le Pen         | 40 740       | 25,12        |             |             |
|                | Nicolas Sarkozy       | 49 196       | 30,33        | 88 213      | 57,37       |
|                | Jean-Luc Mélenchon    | 12 860       | 7,93         |             |             |
|                | Philippe Poutou       | 1 632        | 1,01         |             |             |
|                | Nathalie Arthaud      | 990          | 0,61         |             |             |
|                | Jacques Cheminade     | 407          | 0,25         |             |             |
|                | François Bayrou       | 13 575       | 8,37         |             |             |
|                | Nicolas Dupont-Aignan | 3 524        | 2,17         |             |             |
|                | François Hollande     | 36 967       | 22,79        | 65 549      | 42,63       |
|                |                       |              |              |             |             |
| Inscrits       | Inscrits              | 203 590      | 100,00       | 203 585     | 100,00      |
| Abstentions    | Abstentions           | 37 939       | 18,64        | 38 410      | 18,87       |
| Votants        | Votants               | 165 651      | 81,36        | 165 175     | 81,13       |
| Blancs et nuls | Blancs et nuls        | 3 466        | 2,09         | 11 413      | 6,91        |
| Exprimés       | Exprimés              | 162 185      | 97,91        | 153 762     | 93,09       |

### Aude
Source : Ministère de l'Intérieur - Aude (Languedoc-Roussillon) 
| Candidat       | Candidat              | Premier tour | Premier tour | Second tour | Second tour |
| Candidat       | Candidat              | Voix         | %            | Voix        | %           |
| -------------- | --------------------- | ------------ | ------------ | ----------- | ----------- |
|                | Eva Joly              | 4 516        | 2,09         |             |             |
|                | Marine Le Pen         | 50 234       | 23,22        |             |             |
|                | Nicolas Sarkozy       | 46 801       | 21,63        | 89 751      | 43,75       |
|                | Jean-Luc Mélenchon    | 28 456       | 13,15        |             |             |
|                | Philippe Poutou       | 2 724        | 1,26         |             |             |
|                | Nathalie Arthaud      | 1 116        | 0,52         |             |             |
|                | Jacques Cheminade     | 458          | 0,21         |             |             |
|                | François Bayrou       | 13 076       | 6,04         |             |             |
|                | Nicolas Dupont-Aignan | 3 184        | 1,47         |             |             |
|                | François Hollande     | 65 783       | 30,41        | 115 400     | 56,25       |
|                |                       |              |              |             |             |
| Inscrits       | Inscrits              | 264 288      | 100,00       | 263 998     | 100,00      |
| Abstentions    | Abstentions           | 43 641       | 16,51        | 43 300      | 16,40       |
| Votants        | Votants               | 220 647      | 83,49        | 220 698     | 83,60       |
| Blancs et nuls | Blancs et nuls        | 4 299        | 1,95         | 15 547      | 7,04        |
| Exprimés       | Exprimés              | 216 348      | 98,05        | 205 151     | 92,96       |

### Aveyron
Source : Ministère de l'Intérieur - Aveyron (Midi-Pyrénées) 
| Candidat       | Candidat              | Premier tour | Premier tour | Second tour | Second tour |
| Candidat       | Candidat              | Voix         | %            | Voix        | %           |
| -------------- | --------------------- | ------------ | ------------ | ----------- | ----------- |
|                | Eva Joly              | 4 243        | 2,34         |             |             |
|                | Marine Le Pen         | 25 619       | 14,1         |             |             |
|                | Nicolas Sarkozy       | 46 351       | 25,51        | 79 806      | 45,58       |
|                | Jean-Luc Mélenchon    | 22 282       | 12,26        |             |             |
|                | Philippe Poutou       | 2 417        | 1,33         |             |             |
|                | Nathalie Arthaud      | 969          | 0,53         |             |             |
|                | Jacques Cheminade     | 435          | 0,24         |             |             |
|                | François Bayrou       | 22 809       | 12,55        |             |             |
|                | Nicolas Dupont-Aignan | 3 095        | 1,7          |             |             |
|                | François Hollande     | 53 493       | 29,44        | 95 302      | 54,42       |
|                |                       |              |              |             |             |
| Inscrits       | Inscrits              | 218 347      | 100,00       | 218 289     | 100,00      |
| Abstentions    | Abstentions           | 32 095       | 14,70        | 31 109      | 14,25       |
| Votants        | Votants               | 186 252      | 85,30        | 187 180     | 85,75       |
| Blancs et nuls | Blancs et nuls        | 4 539        | 2,44         | 12 072      | 6,45        |
| Exprimés       | Exprimés              | 181 713      | 97,56        | 175 108     | 93,55       |

### Bouches-du-Rhône
Source : Ministère de l'Intérieur - Bouches-du-Rhône (Provence-Alpes-Côte d'Azur) 
| |  | |
| Candidat arrivé en tête dans les communes du Bouches-du-rhône au 1ertour :François HollandeNicolas SarkozyMarine Le PenJean-Luc Mélenchon |  | Candidat arrivé en tête dans les communes du Bouches-du-rhône au 2e tour : François HollandeNicolas Sarkozy |

| Candidat       | Candidat              | Premier tour | Premier tour | Second tour | Second tour |
| Candidat       | Candidat              | Voix         | %            | Voix        | %           |
| -------------- | --------------------- | ------------ | ------------ | ----------- | ----------- |
|                | Eva Joly              | 21 977       | 2,11         |             |             |
|                | Marine Le Pen         | 243 348      | 23,38        |             |             |
|                | Nicolas Sarkozy       | 286 175      | 27,50        | 531 652     | 52,83       |
|                | Jean-Luc Mélenchon    | 137 719      | 13,43        |             |             |
|                | Philippe Poutou       | 8 293        | 0,80         |             |             |
|                | Nathalie Arthaud      | 3 641        | 0,35         |             |             |
|                | Jacques Cheminade     | 2 249        | 0,22         |             |             |
|                | François Bayrou       | 66 082       | 6,35         |             |             |
|                | Nicolas Dupont-Aignan | 14 087       | 1,35         |             |             |
|                | François Hollande     | 255 052      | 24,51        | 474 704     | 47,17       |
|                |                       |              |              |             |             |
| Inscrits       | Inscrits              | 1 314 766    | 100,00       | 1 314 755   | 100,00      |
| Abstentions    | Abstentions           | 257 432      | 19,58        | 250 778     | 19,07       |
| Votants        | Votants               | 1 057 334    | 80,42        | 1 063 977   | 80,93       |
| Blancs et nuls | Blancs et nuls        | 16 711       | 1,58         | 57 621      | 5,42        |
| Exprimés       | Exprimés              | 1 040 623    | 98,42        | 1 006 356   | 94,58       |

### Calvados
Source : Ministère de l'Intérieur - Calvados (Basse-Normandie) 
| Candidat       | Candidat              | Premier tour | Premier tour | Second tour | Second tour |
| Candidat       | Candidat              | Voix         | %            | Voix        | %           |
| -------------- | --------------------- | ------------ | ------------ | ----------- | ----------- |
|                | Eva Joly              | 8 569        | 2,13         |             |             |
|                | Marine Le Pen         | 65 126       | 16,22        |             |             |
|                | Nicolas Sarkozy       | 109 745      | 27,34        | 181 401     | 46,88       |
|                | Jean-Luc Mélenchon    | 42 396       | 10,56        |             |             |
|                | Philippe Poutou       | 5 385        | 1,34         |             |             |
|                | Nathalie Arthaud      | 2 641        | 0,66         |             |             |
|                | Jacques Cheminade     | 1 008        | 0,25         |             |             |
|                | François Bayrou       | 40 562       | 10,1         |             |             |
|                | Nicolas Dupont-Aignan | 8 227        | 2,05         |             |             |
|                | François Hollande     | 117 773      | 29,34        | 205 544     | 53,12       |
|                |                       |              |              |             |             |
| Inscrits       | Inscrits              | 490 547      | 100,00       | 490 680     | 100,00      |
| Abstentions    | Abstentions           | 82 498       | 16,82        | 81 197      | 16,55       |
| Votants        | Votants               | 408 049      | 83,18        | 409 483     | 83,45       |
| Blancs et nuls | Blancs et nuls        | 6 617        | 1,62         | 22 535      | 5,50        |
| Exprimés       | Exprimés              | 401 432      | 98,38        | 386 948     | 94,50       |

### Cantal
Source : Ministère de l'Intérieur - Cantal (Auvergne)
| Candidat       | Candidat              | Premier tour | Premier tour | Second tour | Second tour |
| Candidat       | Candidat              | Voix         | %            | Voix        | %           |
| -------------- | --------------------- | ------------ | ------------ | ----------- | ----------- |
|                | Eva Joly              | 1 534        | 1,56         |             |             |
|                | Marine Le Pen         | 14 877       | 15,12        |             |             |
|                | Nicolas Sarkozy       | 28 151       | 28,61        | 46 097      | 48,20       |
|                | Jean-Luc Mélenchon    | 8 836        | 8,98         |             |             |
|                | Philippe Poutou       | 1 218        | 1,24         |             |             |
|                | Nathalie Arthaud      | 587          | 0,6          |             |             |
|                | Jacques Cheminade     | 240          | 0,24         |             |             |
|                | François Bayrou       | 10 980       | 11,16        |             |             |
|                | Nicolas Dupont-Aignan | 1 630        | 1,66         |             |             |
|                | François Hollande     | 30 353       | 30,84        | 49 543      | 51,80       |
|                |                       |              |              |             |             |
| Inscrits       | Inscrits              | 120 962      | 100,00       | 120 931     | 100,00      |
| Abstentions    | Abstentions           | 20 366       | 16,84        | 19 078      | 15,78       |
| Votants        | Votants               | 100 596      | 83,16        | 101 853     | 84,22       |
| Blancs et nuls | Blancs et nuls        | 2 190        | 2,18         | 6 213       | 6,10        |
| Exprimés       | Exprimés              | 98 406       | 97,82        | 95 640      | 93,90       |

### Charente
Source : Ministère de l'Intérieur - Charente (Poitou-Charentes)
| Candidat       | Candidat              | Premier tour | Premier tour | Second tour | Second tour |
| Candidat       | Candidat              | Voix         | %            | Voix        | %           |
| -------------- | --------------------- | ------------ | ------------ | ----------- | ----------- |
|                | Eva Joly              | 3 843        | 1,83         |             |             |
|                | Marine Le Pen         | 37 121       | 17,72        |             |             |
|                | Nicolas Sarkozy       | 48 291       | 23,06        | 82 648      | 41,17       |
|                | Jean-Luc Mélenchon    | 23 707       | 11,32        |             |             |
|                | Philippe Poutou       | 3 084        | 1,47         |             |             |
|                | Nathalie Arthaud      | 1 460        | 0,7          |             |             |
|                | Jacques Cheminade     | 523          | 0,25         |             |             |
|                | François Bayrou       | 18 461       | 8,81         |             |             |
|                | Nicolas Dupont-Aignan | 4 278        | 2,04         |             |             |
|                | François Hollande     | 68 691       | 32,79        | 118 100     | 58,83       |
|                |                       |              |              |             |             |
| Inscrits       | Inscrits              | 260 765      | 100,00       | 260 728     | 100,00      |
| Abstentions    | Abstentions           | 46 641       | 17,89        | 46 131      | 17,69       |
| Votants        | Votants               | 214 124      | 82,11        | 214 597     | 82,31       |
| Blancs et nuls | Blancs et nuls        | 4 665        | 2,18         | 13 849      | 6,45        |
| Exprimés       | Exprimés              | 209 459      | 97,82        | 200 748     | 93,55       |

### Charente-Maritime
Source : Ministère de l'Intérieur - Charente-Maritime (Poitou-Charentes) 
| Candidat       | Candidat              | Premier tour | Premier tour | Second tour | Second tour |
| Candidat       | Candidat              | Voix         | %            | Voix        | %           |
| -------------- | --------------------- | ------------ | ------------ | ----------- | ----------- |
|                | Eva Joly              | 8 378        | 2,21         |             |             |
|                | Marine Le Pen         | 66 076       | 17,45        |             |             |
|                | Nicolas Sarkozy       | 106 431      | 28,1         | 176 944     | 48,43       |
|                | Jean-Luc Mélenchon    | 39 313       | 10,38        |             |             |
|                | Philippe Poutou       | 5 392        | 1,42         |             |             |
|                | Nathalie Arthaud      | 2 161        | 0,57         |             |             |
|                | Jacques Cheminade     | 888          | 0,23         |             |             |
|                | François Bayrou       | 34 381       | 9,08         |             |             |
|                | Nicolas Dupont-Aignan | 7 900        | 2,09         |             |             |
|                | François Hollande     | 107 821      | 28,47        | 188 387     | 51,57       |
|                |                       |              |              |             |             |
| Inscrits       | Inscrits              | 471 947      | 100,00       | 472 024     | 100,00      |
| Abstentions    | Abstentions           | 85 478       | 18,11        | 83 316      | 17,65       |
| Votants        | Votants               | 386 469      | 81,89        | 388 708     | 82,35       |
| Blancs et nuls | Blancs et nuls        | 7 728        | 2,00         | 23 377      | 6,01        |
| Exprimés       | Exprimés              | 378 741      | 98,00        | 365 331     | 93,99       |

### Cher
Source : Ministère de l'Intérieur - Cher (Centre) 
| Candidat       | Candidat              | Premier tour | Premier tour | Second tour | Second tour |
| Candidat       | Candidat              | Voix         | %            | Voix        | %           |
| -------------- | --------------------- | ------------ | ------------ | ----------- | ----------- |
|                | Eva Joly              | 2 861        | 1,58         |             |             |
|                | Marine Le Pen         | 35 825       | 19,73        |             |             |
|                | Nicolas Sarkozy       | 45 331       | 24,96        | 78 959      | 45,96       |
|                | Jean-Luc Mélenchon    | 25 079       | 13,81        |             |             |
|                | Philippe Poutou       | 2 218        | 1,22         |             |             |
|                | Nathalie Arthaud      | 1 387        | 0,76         |             |             |
|                | Jacques Cheminade     | 433          | 0,24         |             |             |
|                | François Bayrou       | 16 048       | 8,84         |             |             |
|                | Nicolas Dupont-Aignan | 3 825        | 2,11         |             |             |
|                | François Hollande     | 48 608       | 26,76        | 92 857      | 54,04       |
|                |                       |              |              |             |             |
| Inscrits       | Inscrits              | 230 917      | 100,00       | 231 015     | 100,00      |
| Abstentions    | Abstentions           | 45 295       | 19,62        | 45 785      | 19,82       |
| Votants        | Votants               | 185 622      | 80,38        | 185 230     | 80,18       |
| Blancs et nuls | Blancs et nuls        | 4 007        | 2,16         | 13 414      | 7,24        |
| Exprimés       | Exprimés              | 181 615      | 97,84        | 171 816     | 92,76       |

### Corrèze
Source : Ministère de l'Intérieur - Corrèze (Limousin) 
| Candidat       | Candidat              | Premier tour | Premier tour | Second tour | Second tour |
| Candidat       | Candidat              | Voix         | %            | Voix        | %           |
| -------------- | --------------------- | ------------ | ------------ | ----------- | ----------- |
|                | Eva Joly              | 2 155        | 1,38         |             |             |
|                | Marine Le Pen         | 20 784       | 13,31        |             |             |
|                | Nicolas Sarkozy       | 33 706       | 21,59        | 53 502      | 35,14       |
|                | Jean-Luc Mélenchon    | 16 462       | 10,55        |             |             |
|                | Philippe Poutou       | 1 581        | 1,01         |             |             |
|                | Nathalie Arthaud      | 659          | 0,42         |             |             |
|                | Jacques Cheminade     | 277          | 0,18         |             |             |
|                | François Bayrou       | 10 824       | 6,93         |             |             |
|                | Nicolas Dupont-Aignan | 2 577        | 1,65         |             |             |
|                | François Hollande     | 67 070       | 42,97        | 98 764      | 64,86       |
|                |                       |              |              |             |             |
| Inscrits       | Inscrits              | 186 701      | 100,00       | 186 621     | 100,00      |
| Abstentions    | Abstentions           | 27 332       | 14,64        | 25 469      | 13,65       |
| Votants        | Votants               | 159 369      | 85,36        | 161 152     | 86,35       |
| Blancs et nuls | Blancs et nuls        | 3 274        | 2,05         | 8 886       | 5,51        |
| Exprimés       | Exprimés              | 156 095      | 97,95        | 152 266     | 94,49       |

### Corse

#### Corse-du-Sud
Source : Ministère de l'Intérieur - Corse-du-Sud
| Candidat       | Candidat              | Premier tour | Premier tour | Second tour | Second tour |
| Candidat       | Candidat              | Voix         | %            | Voix        | %           |
| -------------- | --------------------- | ------------ | ------------ | ----------- | ----------- |
|                | Eva Joly              | 1 658        | 2,23         |             |             |
|                | Marine Le Pen         | 19 081       | 25,71        |             |             |
|                | Nicolas Sarkozy       | 23 623       | 31,83        | 41 835      | 57,60       |
|                | Jean-Luc Mélenchon    | 7 191        | 9,69         |             |             |
|                | Philippe Poutou       | 873          | 1,18         |             |             |
|                | Nathalie Arthaud      | 220          | 0,3          |             |             |
|                | Jacques Cheminade     | 163          | 0,22         |             |             |
|                | François Bayrou       | 4 069        | 5,48         |             |             |
|                | Nicolas Dupont-Aignan | 797          | 1,07         |             |             |
|                | François Hollande     | 16 540       | 22,29        | 30 791      | 42,40       |
|                |                       |              |              |             |             |
| Inscrits       | Inscrits              | 101 682      | 100,00       | 101 674     | 100,00      |
| Abstentions    | Abstentions           | 26 173       | 25,74        | 24 675      | 24,27       |
| Votants        | Votants               | 75 509       | 74,26        | 76 999      | 75,73       |
| Blancs et nuls | Blancs et nuls        | 1 294        | 1,71         | 4 373       | 5,68        |
| Exprimés       | Exprimés              | 74 215       | 98,29        | 72 626      | 94,32       |

#### Haute-Corse
Source : Ministère de l'Intérieur - Haute-Corse
| Candidat       | Candidat              | Premier tour | Premier tour | Second tour | Second tour |
| Candidat       | Candidat              | Voix         | %            | Voix        | %           |
| -------------- | --------------------- | ------------ | ------------ | ----------- | ----------- |
|                | Eva Joly              | 2 020        | 2,33         |             |             |
|                | Marine Le Pen         | 20 128       | 23,26        |             |             |
|                | Nicolas Sarkozy       | 26 869       | 31,06        | 46 965      | 54,41       |
|                | Jean-Luc Mélenchon    | 8 643        | 9,99         |             |             |
|                | Philippe Poutou       | 1 001        | 1,16         |             |             |
|                | Nathalie Arthaud      | 282          | 0,33         |             |             |
|                | Jacques Cheminade     | 174          | 0,20         |             |             |
|                | François Bayrou       | 3 981        | 4,60         |             |             |
|                | Nicolas Dupont-Aignan | 930          | 1,07         |             |             |
|                | François Hollande     | 22 489       | 25,99        | 39 357      | 45,59       |
|                |                       |              |              |             |             |
| Inscrits       | Inscrits              | 118 667      | 100,00       | 118 641     | 100,00      |
| Abstentions    | Abstentions           | 30 523       | 25,72        | 27 471      | 23,15       |
| Votants        | Votants               | 88 144       | 74,28        | 91 170      | 76,85       |
| Blancs et nuls | Blancs et nuls        | 1 627        | 1,85         | 4 848       | 5,32        |
| Exprimés       | Exprimés              | 86 517       | 98,15        | 86 322      | 94,68       |

### Côte-d'Or
Source : Ministère de l'Intérieur - Côte-d'Or (Bourgogne) 
| Candidat       | Candidat              | Premier tour | Premier tour | Second tour | Second tour |
| Candidat       | Candidat              | Voix         | %            | Voix        | %           |
| -------------- | --------------------- | ------------ | ------------ | ----------- | ----------- |
|                | Eva Joly              | 6 073        | 2,1          |             |             |
|                | Marine Le Pen         | 54 472       | 18,84        |             |             |
|                | Nicolas Sarkozy       | 82 588       | 28,57        | 143 557     | 51,55       |
|                | Jean-Luc Mélenchon    | 27 496       | 9,51         |             |             |
|                | Philippe Poutou       | 3 070        | 1,06         |             |             |
|                | Nathalie Arthaud      | 1 631        | 0,56         |             |             |
|                | Jacques Cheminade     | 694          | 0,24         |             |             |
|                | François Bayrou       | 27 086       | 9,37         |             |             |
|                | Nicolas Dupont-Aignan | 5 640        | 1,95         |             |             |
|                | François Hollande     | 80 321       | 27,79        | 134 936     | 48,45       |
|                |                       |              |              |             |             |
| Inscrits       | Inscrits              | 354 789      | 100,00       | 354 805     | 100,00      |
| Abstentions    | Abstentions           | 60 284       | 16,99        | 58 860      | 16,59       |
| Votants        | Votants               | 294 505      | 83,01        | 295 945     | 83,41       |
| Blancs et nuls | Blancs et nuls        | 5 434        | 1,85         | 17 452      | 5,90        |
| Exprimés       | Exprimés              | 289 071      | 98,15        | 278 493     | 94,10       |

### Côtes-d'Armor
Source : Ministère de l'Intérieur - Côtes-d'Armor (Bretagne)
| Candidat       | Candidat              | Premier tour | Premier tour | Second tour | Second tour |
| Candidat       | Candidat              | Voix         | %            | Voix        | %           |
| -------------- | --------------------- | ------------ | ------------ | ----------- | ----------- |
|                | Eva Joly              | 10 545       | 2,78         |             |             |
|                | Marine Le Pen         | 51 552       | 13,58        |             |             |
|                | Nicolas Sarkozy       | 90 555       | 23,86        | 150 030     | 40,81       |
|                | Jean-Luc Mélenchon    | 46 303       | 12,20        |             |             |
|                | Philippe Poutou       | 5 054        | 1,33         |             |             |
|                | Nathalie Arthaud      | 2 552        | 0,67         |             |             |
|                | Jacques Cheminade     | 909          | 0,24         |             |             |
|                | François Bayrou       | 40 240       | 10,60        |             |             |
|                | Nicolas Dupont-Aignan | 6 494        | 1,71         |             |             |
|                | François Hollande     | 125 333      | 33,02        | 217 609     | 59,19       |
|                |                       |              |              |             |             |
| Inscrits       | Inscrits              | 450 961      | 100,00       | 451 014     | 100,00      |
| Abstentions    | Abstentions           | 64 453       | 14,29        | 62 540      | 13,87       |
| Votants        | Votants               | 386 508      | 85,71        | 388 474     | 86,13       |
| Blancs et nuls | Blancs et nuls        | 6 971        | 1,80         | 20 835      | 5,36        |
| Exprimés       | Exprimés              | 379 537      | 98,20        | 367 639     | 94,64       |

### Creuse
Source : Ministère de l'Intérieur - Creuse (Limousin)
| Candidat       | Candidat              | Premier tour | Premier tour | Second tour | Second tour |
| Candidat       | Candidat              | Voix         | %            | Voix        | %           |
| -------------- | --------------------- | ------------ | ------------ | ----------- | ----------- |
|                | Eva Joly              | 1 369        | 1,76         |             |             |
|                | Marine Le Pen         | 12 651       | 16,27        |             |             |
|                | Nicolas Sarkozy       | 17 280       | 22,23        | 29 306      | 38,98       |
|                | Jean-Luc Mélenchon    | 10 117       | 13,01        |             |             |
|                | Philippe Poutou       | 1 156        | 1,49         |             |             |
|                | Nathalie Arthaud      | 557          | 0,72         |             |             |
|                | Jacques Cheminade     | 195          | 0,25         |             |             |
|                | François Bayrou       | 6 476        | 8,33         |             |             |
|                | Nicolas Dupont-Aignan | 1 502        | 1,93         |             |             |
|                | François Hollande     | 26 447       | 34,02        | 45 870      | 61,02       |
|                |                       |              |              |             |             |
| Inscrits       | Inscrits              | 96 875       | 100,00       | 96 857      | 100,00      |
| Abstentions    | Abstentions           | 17 218       | 17,77        | 16 141      | 16,66       |
| Votants        | Votants               | 79 657       | 82,23        | 80 716      | 83,34       |
| Blancs et nuls | Blancs et nuls        | 1 907        | 2,39         | 5 540       | 6,86        |
| Exprimés       | Exprimés              | 77 750       | 97,61        | 75 176      | 93,14       |

### Dordogne
Source : Ministère de l'Intérieur - Dordogne (Aquitaine)
| Candidat       | Candidat              | Premier tour | Premier tour | Second tour | Second tour |
| Candidat       | Candidat              | Voix         | %            | Voix        | %           |
| -------------- | --------------------- | ------------ | ------------ | ----------- | ----------- |
|                | Eva Joly              | 5 525        | 2,13         |             |             |
|                | Marine Le Pen         | 44 035       | 17,01        |             |             |
|                | Nicolas Sarkozy       | 59 347       | 22,93        | 102 280     | 40,86       |
|                | Jean-Luc Mélenchon    | 35 489       | 13,71        |             |             |
|                | Philippe Poutou       | 3 533        | 1,37         |             |             |
|                | Nathalie Arthaud      | 1 480        | 0,57         |             |             |
|                | Jacques Cheminade     | 610          | 0,24         |             |             |
|                | François Bayrou       | 20 898       | 8,07         |             |             |
|                | Nicolas Dupont-Aignan | 4 847        | 1,87         |             |             |
|                | François Hollande     | 83 050       | 32,09        | 148 011     | 59,14       |
|                |                       |              |              |             |             |
| Inscrits       | Inscrits              | 311 933      | 100,00       | 311 783     | 100,00      |
| Abstentions    | Abstentions           | 47 286       | 15,16        | 43 928      | 14,09       |
| Votants        | Votants               | 264 647      | 84,84        | 267 855     | 85,91       |
| Blancs et nuls | Blancs et nuls        | 5 833        | 2,20         | 17 564      | 6,56        |
| Exprimés       | Exprimés              | 258 814      | 97,80        | 250 291     | 93,44       |

### Doubs
Source : Ministère de l'Intérieur - Doubs (Franche-Comté)
| Candidat       | Candidat              | Premier tour | Premier tour | Second tour | Second tour |
| Candidat       | Candidat              | Voix         | %            | Voix        | %           |
| -------------- | --------------------- | ------------ | ------------ | ----------- | ----------- |
|                | Eva Joly              | 6 847        | 2,35         |             |             |
|                | Marine Le Pen         | 55 921       | 19,19        |             |             |
|                | Nicolas Sarkozy       | 83 036       | 28,49        | 145 279     | 51,91       |
|                | Jean-Luc Mélenchon    | 31 936       | 10,96        |             |             |
|                | Philippe Poutou       | 3 445        | 1,18         |             |             |
|                | Nathalie Arthaud      | 1 882        | 0,65         |             |             |
|                | Jacques Cheminade     | 750          | 0,26         |             |             |
|                | François Bayrou       | 25 639       | 8,8          |             |             |
|                | Nicolas Dupont-Aignan | 5 364        | 1,84         |             |             |
|                | François Hollande     | 76 592       | 26,28        | 134 575     | 48,09       |
|                |                       |              |              |             |             |
| Inscrits       | Inscrits              | 359 193      | 100,00       | 359 184     | 100,00      |
| Abstentions    | Abstentions           | 61 777       | 17,20        | 60 128      | 16,74       |
| Votants        | Votants               | 297 416      | 82,80        | 299 056     | 83,26       |
| Blancs et nuls | Blancs et nuls        | 6 004        | 2,02         | 19 202      | 6,42        |
| Exprimés       | Exprimés              | 291 412      | 97,98        | 279 854     | 93,58       |

### Drôme
Source : Ministère de l'Intérieur - Drôme (Rhône-Alpes)
| Candidat       | Candidat              | Premier tour | Premier tour | Second tour | Second tour |
| Candidat       | Candidat              | Voix         | %            | Voix        | %           |
| -------------- | --------------------- | ------------ | ------------ | ----------- | ----------- |
|                | Eva Joly              | 8 263        | 2,87         |             |             |
|                | Marine Le Pen         | 60 424       | 20,96        |             |             |
|                | Nicolas Sarkozy       | 75 291       | 26,12        | 139 436     | 50,82       |
|                | Jean-Luc Mélenchon    | 34 877       | 12,1         |             |             |
|                | Philippe Poutou       | 3 187        | 1,11         |             |             |
|                | Nathalie Arthaud      | 2 057        | 0,71         |             |             |
|                | Jacques Cheminade     | 759          | 0,26         |             |             |
|                | François Bayrou       | 25 610       | 8,88         |             |             |
|                | Nicolas Dupont-Aignan | 5 578        | 1,94         |             |             |
|                | François Hollande     | 72 207       | 25,05        | 134 959     | 49,18       |
|                |                       |              |              |             |             |
| Inscrits       | Inscrits              | 353 056      | 100,00       | 353 114     | 100,00      |
| Abstentions    | Abstentions           | 59 555       | 16,87        | 60 130      | 17,03       |
| Votants        | Votants               | 293 501      | 83,13        | 292 984     | 82,97       |
| Blancs et nuls | Blancs et nuls        | 5 248        | 1,79         | 18 589      | 6,34        |
| Exprimés       | Exprimés              | 288 253      | 98,21        | 274 395     | 93,66       |

### Eure
Source : Ministère de l'Intérieur - Eure (Haute-Normandie) 
| Candidat       | Candidat              | Premier tour | Premier tour | Second tour | Second tour |
| Candidat       | Candidat              | Voix         | %            | Voix        | %           |
| -------------- | --------------------- | ------------ | ------------ | ----------- | ----------- |
|                | Eva Joly              | 5 544        | 1,66         |             |             |
|                | Marine Le Pen         | 76 104       | 22,75        |             |             |
|                | Nicolas Sarkozy       | 92 910       | 27,78        | 166 949     | 52,45       |
|                | Jean-Luc Mélenchon    | 34 572       | 10,34        |             |             |
|                | Philippe Poutou       | 4 584        | 1,37         |             |             |
|                | Nathalie Arthaud      | 2 189        | 0,65         |             |             |
|                | Jacques Cheminade     | 890          | 0,27         |             |             |
|                | François Bayrou       | 28 144       | 8,41         |             |             |
|                | Nicolas Dupont-Aignan | 7 074        | 2,11         |             |             |
|                | François Hollande     | 82 464       | 24,65        | 151 327     | 47,55       |
|                |                       |              |              |             |             |
| Inscrits       | Inscrits              | 417 830      | 100,00       | 417 805     | 100,00      |
| Abstentions    | Abstentions           | 77 270       | 18,49        | 77 533      | 18,56       |
| Votants        | Votants               | 340 560      | 81,51        | 340 272     | 81,44       |
| Blancs et nuls | Blancs et nuls        | 6 085        | 1,79         | 21 996      | 6,46        |
| Exprimés       | Exprimés              | 334 475      | 98,21        | 318 276     | 93,54       |

### Eure-et-Loir
Source : Ministère de l'Intérieur - Eure-et-Loir (Centre)
| Candidat       | Candidat              | Premier tour | Premier tour | Second tour | Second tour |
| Candidat       | Candidat              | Voix         | %            | Voix        | %           |
| -------------- | --------------------- | ------------ | ------------ | ----------- | ----------- |
|                | Eva Joly              | 3 788        | 1,60         |             |             |
|                | Marine Le Pen         | 49 067       | 20,72        |             |             |
|                | Nicolas Sarkozy       | 69 591       | 29,39        | 121 452     | 53,47       |
|                | Jean-Luc Mélenchon    | 21 230       | 8,96         |             |             |
|                | Philippe Poutou       | 2 899        | 1,22         |             |             |
|                | Nathalie Arthaud      | 1 587        | 0,67         |             |             |
|                | Jacques Cheminade     | 622          | 0,26         |             |             |
|                | François Bayrou       | 21 842       | 9,22         |             |             |
|                | Nicolas Dupont-Aignan | 5 307        | 2,24         |             |             |
|                | François Hollande     | 60 882       | 25,71        | 105 676     | 46,53       |
|                |                       |              |              |             |             |
| Inscrits       | Inscrits              | 297 784      | 100,00       | 297 762     | 100,00      |
| Abstentions    | Abstentions           | 56 589       | 19,00        | 55 751      | 18,72       |
| Votants        | Votants               | 241 195      | 81,00        | 242 011     | 81,28       |
| Blancs et nuls | Blancs et nuls        | 4 380        | 1,82         | 14 883      | 6,15        |
| Exprimés       | Exprimés              | 236 815      | 98,18        | 227 128     | 93,85       |

### Finistère
Source : Ministère de l'Intérieur - Finistère (Bretagne)
| Candidat       | Candidat              | Premier tour | Premier tour | Second tour | Second tour |
| Candidat       | Candidat              | Voix         | %            | Voix        | %           |
| -------------- | --------------------- | ------------ | ------------ | ----------- | ----------- |
|                | Eva Joly              | 16 536       | 2,95         |             |             |
|                | Marine Le Pen         | 67 101       | 11,98        |             |             |
|                | Nicolas Sarkozy       | 136 994      | 24,46        | 223 482     | 41,14       |
|                | Jean-Luc Mélenchon    | 64 505       | 11,52        |             |             |
|                | Philippe Poutou       | 8 273        | 1,48         |             |             |
|                | Nathalie Arthaud      | 3 347        | 0,6          |             |             |
|                | Jacques Cheminade     | 1 531        | 0,27         |             |             |
|                | François Bayrou       | 63 121       | 11,27        |             |             |
|                | Nicolas Dupont-Aignan | 9 944        | 1,78         |             |             |
|                | François Hollande     | 188 720      | 33,70        | 319 789     | 58,86       |
|                |                       |              |              |             |             |
| Inscrits       | Inscrits              | 676 771      | 100,00       | 676 503     | 100,00      |
| Abstentions    | Abstentions           | 107 176      | 15,84        | 103 877     | 15,35       |
| Votants        | Votants               | 569 595      | 84,16        | 572 626     | 84,65       |
| Blancs et nuls | Blancs et nuls        | 9 523        | 1,67         | 29 355      | 5,13        |
| Exprimés       | Exprimés              | 560 072      | 98,33        | 543 271     | 94,87       |

### Gard
Source : Ministère de l'Intérieur - Gard (Languedoc-Roussillon) 
| |  | |
| Candidat arrivé en tête dans les communes du Gard au 1ertour :François HollandeNicolas SarkozyMarine Le PenJean-Luc MélenchonÉgalité entre M.Le Pen et N.SarkozyÉgalité entre M.Le Pen et F.HollandeÉgalité entre J-L.Mélenchon et F.Hollande |  | Candidat arrivé en tête dans les communes du Gard au 2e tour : François HollandeNicolas SarkozyÉgalité |

| Candidat       | Candidat              | Premier tour | Premier tour | Second tour | Second tour |
| Candidat       | Candidat              | Voix         | %            | Voix        | %           |
| -------------- | --------------------- | ------------ | ------------ | ----------- | ----------- |
|                | Eva Joly              | 8 855        | 2,12         |             |             |
|                | Marine Le Pen         | 106 646      | 25,51        |             |             |
|                | Nicolas Sarkozy       | 103 927      | 24,86        | 202 995     | 51,20       |
|                | Jean-Luc Mélenchon    | 55 731       | 13,33        |             |             |
|                | Philippe Poutou       | 4 215        | 1,01         |             |             |
|                | Nathalie Arthaud      | 1 946        | 0,47         |             |             |
|                | Jacques Cheminade     | 948          | 0,23         |             |             |
|                | François Bayrou       | 28 893       | 6,91         |             |             |
|                | Nicolas Dupont-Aignan | 6 087        | 1,46         |             |             |
|                | François Hollande     | 100 778      | 24,11        | 193 487     | 48,80       |
|                |                       |              |              |             |             |
| Inscrits       | Inscrits              | 513 138      | 100,00       | 513 007     | 100,00      |
| Abstentions    | Abstentions           | 87 990       | 17,15        | 88 196      | 17,19       |
| Votants        | Votants               | 425 148      | 82,85        | 424 811     | 82,81       |
| Blancs et nuls | Blancs et nuls        | 7 122        | 1,68         | 28 329      | 6,67        |
| Exprimés       | Exprimés              | 418 026      | 98,32        | 396 482     | 93,33       |

### Haute-Garonne
Source : Ministère de l'Intérieur - Haute-Garonne (Midi-Pyrénées) 
| Candidat       | Candidat              | Premier tour | Premier tour | Second tour | Second tour |
| Candidat       | Candidat              | Voix         | %            | Voix        | %           |
| -------------- | --------------------- | ------------ | ------------ | ----------- | ----------- |
|                | Eva Joly              | 21 069       | 3,04         |             |             |
|                | Marine Le Pen         | 106 161      | 15,31        |             |             |
|                | Nicolas Sarkozy       | 158 407      | 22,84        | 272 661     | 41,22       |
|                | Jean-Luc Mélenchon    | 92 798       | 13,38        |             |             |
|                | Philippe Poutou       | 7 672        | 1,11         |             |             |
|                | Nathalie Arthaud      | 2 839        | 0,41         |             |             |
|                | Jacques Cheminade     | 1 703        | 0,25         |             |             |
|                | François Bayrou       | 64 648       | 9,32         |             |             |
|                | Nicolas Dupont-Aignan | 10 601       | 1,53         |             |             |
|                | François Hollande     | 227 695      | 32,83        | 388 800     | 58,78       |
|                |                       |              |              |             |             |
| Inscrits       | Inscrits              | 845 035      | 100,00       | 845 444     | 100,00      |
| Abstentions    | Abstentions           | 139 682      | 16,53        | 145 128     | 17,17       |
| Votants        | Votants               | 705 353      | 83,47        | 700 316     | 82,83       |
| Blancs et nuls | Blancs et nuls        | 11 760       | 1,39         | 38 855      | 5,55        |
| Exprimés       | Exprimés              | 693 593      | 98,33        | 661 461     | 94,45       |

### Gers
Source : Ministère de l'Intérieur - Gers (Midi-Pyrénées)
| Candidat       | Candidat              | Premier tour | Premier tour | Second tour | Second tour |
| Candidat       | Candidat              | Voix         | %            | Voix        | %           |
| -------------- | --------------------- | ------------ | ------------ | ----------- | ----------- |
|                | Eva Joly              | 2 715        | 2,25         |             |             |
|                | Marine Le Pen         | 19 190       | 15,90        |             |             |
|                | Nicolas Sarkozy       | 29 133       | 24,14        | 50 222      | 43,36       |
|                | Jean-Luc Mélenchon    | 14 558       | 12,06        |             |             |
|                | Philippe Poutou       | 1 486        | 1,23         |             |             |
|                | Nathalie Arthaud      | 646          | 0,54         |             |             |
|                | Jacques Cheminade     | 298          | 0,25         |             |             |
|                | François Bayrou       | 12 003       | 9,95         |             |             |
|                | Nicolas Dupont-Aignan | 2 191        | 1,82         |             |             |
|                | François Hollande     | 38 446       | 31,86        | 65 606      | 56,64       |
|                |                       |              |              |             |             |
| Inscrits       | Inscrits              | 143 798      | 100,00       | 143 775     | 100,00      |
| Abstentions    | Abstentions           | 20 408       | 14,19        | 19 903      | 13,84       |
| Votants        | Votants               | 123 390      | 85,81        | 123 872     | 86,16       |
| Blancs et nuls | Blancs et nuls        | 2 724        | 2,21         | 8 044       | 6,49        |
| Exprimés       | Exprimés              | 120 666      | 97,79        | 115 828     | 93,51       |

### Gironde
Source : Ministère de l'Intérieur - Gironde (Aquitaine) 
| Candidat       | Candidat              | Premier tour | Premier tour | Second tour | Second tour |
| Candidat       | Candidat              | Voix         | %            | Voix        | %           |
| -------------- | --------------------- | ------------ | ------------ | ----------- | ----------- |
|                | Eva Joly              | 19 940       | 2,43         |             |             |
|                | Marine Le Pen         | 127 811      | 15,61        |             |             |
|                | Nicolas Sarkozy       | 203 396      | 24,84        | 343 866     | 43,39       |
|                | Jean-Luc Mélenchon    | 96 165       | 11,74        |             |             |
|                | Philippe Poutou       | 13 626       | 1,66         |             |             |
|                | Nathalie Arthaud      | 3 671        | 0,45         |             |             |
|                | Jacques Cheminade     | 1 895        | 0,23         |             |             |
|                | François Bayrou       | 79 277       | 9,68         |             |             |
|                | Nicolas Dupont-Aignan | 13 082       | 1,6          |             |             |
|                | François Hollande     | 260 043      | 31,75        | 448 634     | 56,61       |
|                |                       |              |              |             |             |
| Inscrits       | Inscrits              | 1 007 663    | 100,00       | 1 007 800   | 100,00      |
| Abstentions    | Abstentions           | 174 717      | 17,34        | 166 661     | 16,54       |
| Votants        | Votants               | 832 946      | 82,66        | 841 139     | 83,46       |
| Blancs et nuls | Blancs et nuls        | 14 040       | 1,39         | 48 639      | 5,78        |
| Exprimés       | Exprimés              | 818 906      | 98,31        | 792 500     | 94,22       |

### Hérault
Source : Ministère de l'Intérieur - Hérault (Languedoc-Roussillon) 
| Candidat       | Candidat              | Premier tour | Premier tour | Second tour | Second tour |
| Candidat       | Candidat              | Voix         | %            | Voix        | %           |
| -------------- | --------------------- | ------------ | ------------ | ----------- | ----------- |
|                | Eva Joly              | 15 223       | 2,52         |             |             |
|                | Marine Le Pen         | 134 343      | 22,28        |             |             |
|                | Nicolas Sarkozy       | 152 614      | 25,31        | 281 240     | 48,69       |
|                | Jean-Luc Mélenchon    | 80 036       | 13,27        |             |             |
|                | Philippe Poutou       | 6 221        | 1,03         |             |             |
|                | Nathalie Arthaud      | 2 397        | 0,4          |             |             |
|                | Jacques Cheminade     | 1 366        | 0,23         |             |             |
|                | François Bayrou       | 41 351       | 6,86         |             |             |
|                | Nicolas Dupont-Aignan | 8 462        | 1,4          |             |             |
|                | François Hollande     | 160 931      | 26,69        | 296 422     | 51,31       |
|                |                       |              |              |             |             |
| Inscrits       | Inscrits              | 746 616      | 100,00       | 746 809     | 100,00      |
| Abstentions    | Abstentions           | 133 194      | 17,84        | 132 096     | 17,69       |
| Votants        | Votants               | 613 422      | 82,16        | 614 713     | 82,31       |
| Blancs et nuls | Blancs et nuls        | 10 478       | 1,71         | 37 051      | 6,03        |
| Exprimés       | Exprimés              | 602 944      | 98,29        | 577 662     | 93,97       |

### Ille-et-Vilaine
Source : Ministère de l'Intérieur - Ille-et-Vilaine (Bretagne) 
| Candidat       | Candidat              | Premier tour | Premier tour | Second tour | Second tour |
| Candidat       | Candidat              | Voix         | %            | Voix        | %           |
| -------------- | --------------------- | ------------ | ------------ | ----------- | ----------- |
|                | Eva Joly              | 18 367       | 3,17         |             |             |
|                | Marine Le Pen         | 71 727       | 12,39        |             |             |
|                | Nicolas Sarkozy       | 150 685      | 26,02        | 247 127     | 44,29       |
|                | Jean-Luc Mélenchon    | 59 901       | 10,35        |             |             |
|                | Philippe Poutou       | 7 066        | 1,22         |             |             |
|                | Nathalie Arthaud      | 3 876        | 0,67         |             |             |
|                | Jacques Cheminade     | 1 377        | 0,24         |             |             |
|                | François Bayrou       | 71 491       | 12,35        |             |             |
|                | Nicolas Dupont-Aignan | 10 601       | 1,83         |             |             |
|                | François Hollande     | 183 935      | 31,77        | 310 905     | 55,71       |
|                |                       |              |              |             |             |
| Inscrits       | Inscrits              | 697 043      | 100,00       | 697 094     | 100,00      |
| Abstentions    | Abstentions           | 106 972      | 15,35        | 110 520     | 15,57       |
| Votants        | Votants               | 590 071      | 84,65        | 588 574     | 84,43       |
| Blancs et nuls | Blancs et nuls        | 11 045       | 1,87         | 30 542      | 5,19        |
| Exprimés       | Exprimés              | 579 026      | 98,13        | 558 032     | 94,81       |

### Indre
Source : Ministère de l'Intérieur - Indre (Centre)
| Candidat       | Candidat              | Premier tour | Premier tour | Second tour | Second tour |
| Candidat       | Candidat              | Voix         | %            | Voix        | %           |
| -------------- | --------------------- | ------------ | ------------ | ----------- | ----------- |
|                | Eva Joly              | 2 015        | 1,45         |             |             |
|                | Marine Le Pen         | 27 164       | 19,55        |             |             |
|                | Nicolas Sarkozy       | 33 564       | 24,16        | 58 643      | 44,34       |
|                | Jean-Luc Mélenchon    | 15 645       | 11,26        |             |             |
|                | Philippe Poutou       | 1 985        | 1,43         |             |             |
|                | Nathalie Arthaud      | 1 190        | 0,86         |             |             |
|                | Jacques Cheminade     | 393          | 0,28         |             |             |
|                | François Bayrou       | 12 473       | 8,98         |             |             |
|                | Nicolas Dupont-Aignan | 3 014        | 2,17         |             |             |
|                | François Hollande     | 41 505       | 29,87        | 73 616      | 55,66       |
|                |                       |              |              |             |             |
| Inscrits       | Inscrits              | 173 772      | 100,00       | 173 772     | 100,00      |
| Abstentions    | Abstentions           | 31 336       | 18,03        | 31 070      | 17,88       |
| Votants        | Votants               | 142 436      | 81,97        | 142 702     | 82,12       |
| Blancs et nuls | Blancs et nuls        | 3 488        | 2,45         | 10 443      | 7,32        |
| Exprimés       | Exprimés              | 138 948      | 97,55        | 132 259     | 92,68       |

### Indre-et-Loire
Source : Ministère de l'Intérieur - Indre-et-Loire (Centre) 
| Candidat       | Candidat              | Premier tour | Premier tour | Second tour | Second tour |
| Candidat       | Candidat              | Voix         | %            | Voix        | %           |
| -------------- | --------------------- | ------------ | ------------ | ----------- | ----------- |
|                | Eva Joly              | 7 488        | 2,23         |             |             |
|                | Marine Le Pen         | 53 586       | 15,98        |             |             |
|                | Nicolas Sarkozy       | 94 680       | 28,24        | 157 374     | 48,77       |
|                | Jean-Luc Mélenchon    | 36 657       | 10,93        |             |             |
|                | Philippe Poutou       | 4 303        | 1,28         |             |             |
|                | Nathalie Arthaud      | 2 272        | 0,68         |             |             |
|                | Jacques Cheminade     | 901          | 0,27         |             |             |
|                | François Bayrou       | 34 420       | 10,27        |             |             |
|                | Nicolas Dupont-Aignan | 6 738        | 2,01         |             |             |
|                | François Hollande     | 94 210       | 28,1         | 165 293     | 51,23       |
|                |                       |              |              |             |             |
| Inscrits       | Inscrits              | 412 904      | 100,00       | 412 935     | 100,00      |
| Abstentions    | Abstentions           | 71 358       | 17,28        | 70 596      | 17,10       |
| Votants        | Votants               | 341 546      | 82,72        | 342 339     | 82,90       |
| Blancs et nuls | Blancs et nuls        | 6 291        | 1,84         | 19 672      | 5,75        |
| Exprimés       | Exprimés              | 335 255      | 98,16        | 322 667     | 94,25       |

### Isère
Source : Ministère de l'Intérieur - Isère (Rhône-Alpes) 
| Candidat       | Candidat              | Premier tour | Premier tour | Second tour | Second tour |
| Candidat       | Candidat              | Voix         | %            | Voix        | %           |
| -------------- | --------------------- | ------------ | ------------ | ----------- | ----------- |
|                | Eva Joly              | 20 189       | 3,03         |             |             |
|                | Marine Le Pen         | 126 377      | 18,97        |             |             |
|                | Nicolas Sarkozy       | 166 290      | 24,96        | 304 429     | 47,88       |
|                | Jean-Luc Mélenchon    | 82 657       | 12,40        |             |             |
|                | Philippe Poutou       | 6 846        | 1,03         |             |             |
|                | Nathalie Arthaud      | 3 450        | 0,52         |             |             |
|                | Jacques Cheminade     | 1 726        | 0,26         |             |             |
|                | François Bayrou       | 60 608       | 9,10         |             |             |
|                | Nicolas Dupont-Aignan | 12 658       | 1,90         |             |             |
|                | François Hollande     | 185 538      | 27,84        | 331 448     | 52,12       |
|                |                       |              |              |             |             |
| Inscrits       | Inscrits              | 821 279      | 100,00       | 821 554     | 100,00      |
| Abstentions    | Abstentions           | 142 907      | 17,40        | 147 791     | 17,99       |
| Votants        | Votants               | 678 372      | 82,60        | 673 763     | 82,01       |
| Blancs et nuls | Blancs et nuls        | 12 033       | 1,77         | 37 886      | 5,62        |
| Exprimés       | Exprimés              | 666 339      | 98,23        | 635 877     | 94,38       |

### Jura
Source : Ministère de l'Intérieur - Jura (Franche-Comté)
| Candidat       | Candidat              | Premier tour | Premier tour | Second tour | Second tour |
| Candidat       | Candidat              | Voix         | %            | Voix        | %           |
| -------------- | --------------------- | ------------ | ------------ | ----------- | ----------- |
|                | Eva Joly              | 3 691        | 2,40         |             |             |
|                | Marine Le Pen         | 31 458       | 20,41        |             |             |
|                | Nicolas Sarkozy       | 39 808       | 25,83        | 74 004      | 50,58       |
|                | Jean-Luc Mélenchon    | 19 338       | 12,55        |             |             |
|                | Philippe Poutou       | 2 028        | 1,32         |             |             |
|                | Nathalie Arthaud      | 1 084        | 0,70         |             |             |
|                | Jacques Cheminade     | 425          | 0,28         |             |             |
|                | François Bayrou       | 14 819       | 9,62         |             |             |
|                | Nicolas Dupont-Aignan | 3 532        | 2,29         |             |             |
|                | François Hollande     | 37 910       | 24,60        | 72 321      | 49,42       |
|                |                       |              |              |             |             |
| Inscrits       | Inscrits              | 188 252      | 100,00       | 188 216     | 100,00      |
| Abstentions    | Abstentions           | 30 917       | 16,42        | 30 754      | 16,34       |
| Votants        | Votants               | 157 335      | 83,58        | 157 462     | 83,66       |
| Blancs et nuls | Blancs et nuls        | 3 245        | 2,06         | 11 137      | 7,07        |
| Exprimés       | Exprimés              | 154 093      | 97,94        | 146 325     | 92,93       |

### Landes
Source : Ministère de l'Intérieur - Landes (Aquitaine) 
| Candidat       | Candidat              | Premier tour | Premier tour | Second tour | Second tour |
| Candidat       | Candidat              | Voix         | %            | Voix        | %           |
| -------------- | --------------------- | ------------ | ------------ | ----------- | ----------- |
|                | Eva Joly              | 4 466        | 1,83         |             |             |
|                | Marine Le Pen         | 34 381       | 14,10        |             |             |
|                | Nicolas Sarkozy       | 59 887       | 24,56        | 101 792     | 43,01       |
|                | Jean-Luc Mélenchon    | 30 508       | 12,51        |             |             |
|                | Philippe Poutou       | 3 605        | 1,48         |             |             |
|                | Nathalie Arthaud      | 1 161        | 0,48         |             |             |
|                | Jacques Cheminade     | 516          | 0,21         |             |             |
|                | François Bayrou       | 25 437       | 10,43        |             |             |
|                | Nicolas Dupont-Aignan | 4 008        | 1,64         |             |             |
|                | François Hollande     | 79 861       | 32,75        | 134 872     | 56,99       |
|                |                       |              |              |             |             |
| Inscrits       | Inscrits              | 296 740      | 100,00       | 296 719     | 100,00      |
| Abstentions    | Abstentions           | 48 073       | 16,2         | 44 940      | 15,15       |
| Votants        | Votants               | 248 667      | 83,80        | 251 779     | 84,85       |
| Blancs et nuls | Blancs et nuls        | 4 837        | 1,95         | 15 115      | 6,00        |
| Exprimés       | Exprimés              | 243 830      | 98,05        | 236 664     | 94,00       |

### Loir-et-Cher
Source : Ministère de l'Intérieur - Loir-et-Cher (Centre) 
| Candidat       | Candidat              | Premier tour | Premier tour | Second tour | Second tour |
| Candidat       | Candidat              | Voix         | %            | Voix        | %           |
| -------------- | --------------------- | ------------ | ------------ | ----------- | ----------- |
|                | Eva Joly              | 3 418        | 1,73         |             |             |
|                | Marine Le Pen         | 41 190       | 20,88        |             |             |
|                | Nicolas Sarkozy       | 55 944       | 28,35        | 98 275      | 52,43       |
|                | Jean-Luc Mélenchon    | 19 437       | 9,85         |             |             |
|                | Philippe Poutou       | 2 594        | 1,31         |             |             |
|                | Nathalie Arthaud      | 1 384        | 0,7          |             |             |
|                | Jacques Cheminade     | 518          | 0,26         |             |             |
|                | François Bayrou       | 19 256       | 9,76         |             |             |
|                | Nicolas Dupont-Aignan | 4 213        | 2,14         |             |             |
|                | François Hollande     | 49 347       | 25,01        | 89 182      | 47,57       |
|                |                       |              |              |             |             |
| Inscrits       | Inscrits              | 243 061      | 100,00       | 243 119     | 100,00      |
| Abstentions    | Abstentions           | 41 785       | 17,19        | 42 153      | 17,34       |
| Votants        | Votants               | 201 276      | 82,81        | 200 966     | 82,66       |
| Blancs et nuls | Blancs et nuls        | 3 975        | 1,97         | 13 509      | 6,72        |
| Exprimés       | Exprimés              | 197 301      | 98,03        | 187 457     | 93,28       |

### Loire
Source : Ministère de l'Intérieur - Loire (Rhône-Alpes) 
| Candidat       | Candidat              | Premier tour | Premier tour | Second tour | Second tour |
| Candidat       | Candidat              | Voix         | %            | Voix        | %           |
| -------------- | --------------------- | ------------ | ------------ | ----------- | ----------- |
|                | Eva Joly              | 8 090        | 1,96         |             |             |
|                | Marine Le Pen         | 88 877       | 21,55        |             |             |
|                | Nicolas Sarkozy       | 103 410      | 25,07        | 192 621     | 49,50       |
|                | Jean-Luc Mélenchon    | 46 104       | 11,18        |             |             |
|                | Philippe Poutou       | 4 464        | 1,08         |             |             |
|                | Nathalie Arthaud      | 2 503        | 0,61         |             |             |
|                | Jacques Cheminade     | 939          | 0,23         |             |             |
|                | François Bayrou       | 40 209       | 9,75         |             |             |
|                | Nicolas Dupont-Aignan | 8 705        | 2,11         |             |             |
|                | François Hollande     | 109 122      | 26,46        | 196 522     | 50,50       |
|                |                       |              |              |             |             |
| Inscrits       | Inscrits              | 509 701      | 100,00       | 509 732     | 100,00      |
| Abstentions    | Abstentions           | 89 226       | 17,51        | 93 595      | 18,36       |
| Votants        | Votants               | 420 475      | 82,49        | 416 137     | 81,64       |
| Blancs et nuls | Blancs et nuls        | 8 052        | 1,91         | 26 994      | 6,49        |
| Exprimés       | Exprimés              | 412 423      | 98,09        | 389 143     | 93,51       |

### Haute-Loire
Source : Ministère de l'Intérieur - Haute-Loire (Auvergne)
| Candidat       | Candidat              | Premier tour | Premier tour | Second tour | Second tour |
| Candidat       | Candidat              | Voix         | %            | Voix        | %           |
| -------------- | --------------------- | ------------ | ------------ | ----------- | ----------- |
|                | Eva Joly              | 3 041        | 2,10         |             |             |
|                | Marine Le Pen         | 29 600       | 20,40        |             |             |
|                | Nicolas Sarkozy       | 35 438       | 24,42        | 66 703      | 48,62       |
|                | Jean-Luc Mélenchon    | 16 214       | 11,17        |             |             |
|                | Philippe Poutou       | 1 931        | 1,33         |             |             |
|                | Nathalie Arthaud      | 1 067        | 0,74         |             |             |
|                | Jacques Cheminade     | 322          | 0,22         |             |             |
|                | François Bayrou       | 16 212       | 11,18        |             |             |
|                | Nicolas Dupont-Aignan | 3 021        | 2,08         |             |             |
|                | François Hollande     | 38 253       | 26,36        | 70 488      | 51,38       |
|                |                       |              |              |             |             |
| Inscrits       | Inscrits              | 176 103      | 100,00       | 176 028     | 100,00      |
| Abstentions    | Abstentions           | 27 225       | 15,46        | 27 456      | 15,60       |
| Votants        | Votants               | 148 878      | 84,54        | 148 572     | 84,40       |
| Blancs et nuls | Blancs et nuls        | 3 779        | 2,54         | 11 381      | 7,66        |
| Exprimés       | Exprimés              | 145 099      | 97,46        | 137 191     | 92,34       |

### Loire-Atlantique
Source : Ministère de l'Intérieur - Loire-Atlantique (Pays de la Loire) 
| Candidat       | Candidat              | Premier tour | Premier tour | Second tour | Second tour |
| Candidat       | Candidat              | Voix         | %            | Voix        | %           |
| -------------- | --------------------- | ------------ | ------------ | ----------- | ----------- |
|                | Eva Joly              | 24 410       | 3,15         |             |             |
|                | Marine Le Pen         | 94 249       | 12,18        |             |             |
|                | Nicolas Sarkozy       | 201 671      | 26,07        | 324 893     | 43,65       |
|                | Jean-Luc Mélenchon    | 90 140       | 11,65        |             |             |
|                | Philippe Poutou       | 9 635        | 1,25         |             |             |
|                | Nathalie Arthaud      | 4 458        | 0,58         |             |             |
|                | Jacques Cheminade     | 1 760        | 0,23         |             |             |
|                | François Bayrou       | 87 453       | 11,31        |             |             |
|                | Nicolas Dupont-Aignan | 14 238       | 1,84         |             |             |
|                | François Hollande     | 245 708      | 31,76        | 419 484     | 56,35       |
|                |                       |              |              |             |             |
| Inscrits       | Inscrits              | 935 254      | 100,00       | 935 620     | 100,00      |
| Abstentions    | Abstentions           | 147 361      | 15,76        | 150 397     | 16,07       |
| Votants        | Votants               | 787 893      | 84,24        | 785 223     | 83,93       |
| Blancs et nuls | Blancs et nuls        | 14 171       | 1,80         | 40 846      | 5,20        |
| Exprimés       | Exprimés              | 773 722      | 98,20        | 744 377     | 94,80       |

### Loiret
Source : Ministère de l'Intérieur - Loiret (Centre) 
| Candidat       | Candidat              | Premier tour | Premier tour | Second tour | Second tour |
| Candidat       | Candidat              | Voix         | %            | Voix        | %           |
| -------------- | --------------------- | ------------ | ------------ | ----------- | ----------- |
|                | Eva Joly              | 6 744        | 1,89         |             |             |
|                | Marine Le Pen         | 73 264       | 20,58        |             |             |
|                | Nicolas Sarkozy       | 104 350      | 29,31        | 183 671     | 54,03       |
|                | Jean-Luc Mélenchon    | 33 923       | 9,53         |             |             |
|                | Philippe Poutou       | 3 610        | 1,01         |             |             |
|                | Nathalie Arthaud      | 2 007        | 0,56         |             |             |
|                | Jacques Cheminade     | 885          | 0,25         |             |             |
|                | François Bayrou       | 33 133       | 9,31         |             |             |
|                | Nicolas Dupont-Aignan | 7 512        | 2,11         |             |             |
|                | François Hollande     | 90 617       | 25,45        | 156 289     | 45,97       |
|                |                       |              |              |             |             |
| Inscrits       | Inscrits              | 442 928      | 100,00       | 442 970     | 100,00      |
| Abstentions    | Abstentions           | 80 197       | 18,11        | 79 862      | 18,03       |
| Votants        | Votants               | 362 731      | 81,89        | 363 108     | 81,97       |
| Blancs et nuls | Blancs et nuls        | 6 686        | 1,84         | 23 148      | 6,37        |
| Exprimés       | Exprimés              | 356 045      | 98,16        | 339 960     | 93,63       |

### Lot
Source : Ministère de l'Intérieur - Lot (Midi-Pyrénées)
| Candidat       | Candidat              | Premier tour | Premier tour | Second tour | Second tour |
| Candidat       | Candidat              | Voix         | %            | Voix        | %           |
| -------------- | --------------------- | ------------ | ------------ | ----------- | ----------- |
|                | Eva Joly              | 3 046        | 2,67         |             |             |
|                | Marine Le Pen         | 15 376       | 13,48        |             |             |
|                | Nicolas Sarkozy       | 24 447       | 21,43        | 41 862      | 38,11       |
|                | Jean-Luc Mélenchon    | 16 400       | 14,38        |             |             |
|                | Philippe Poutou       | 1 650        | 1,45         |             |             |
|                | Nathalie Arthaud      | 623          | 0,55         |             |             |
|                | Jacques Cheminade     | 299          | 0,26         |             |             |
|                | François Bayrou       | 10 648       | 9,33         |             |             |
|                | Nicolas Dupont-Aignan | 2 212        | 1,94         |             |             |
|                | François Hollande     | 39 369       | 34,51        | 67 981      | 61,89       |
|                |                       |              |              |             |             |
| Inscrits       | Inscrits              | 135 178      | 100,00       | 135 211     | 100,00      |
| Abstentions    | Abstentions           | 18 738       | 13,86        | 18 091      | 13,38       |
| Votants        | Votants               | 116 440      | 86,14        | 117 120     | 86,62       |
| Blancs et nuls | Blancs et nuls        | 2 370        | 2,04         | 7 277       | 6,21        |
| Exprimés       | Exprimés              | 114 070      | 97,96        | 109 843     | 93,79       |

### Lot-et-Garonne
Source : Ministère de l'Intérieur - Lot-et-Garonne (Aquitaine)
| Candidat       | Candidat              | Premier tour | Premier tour | Second tour | Second tour |
| Candidat       | Candidat              | Voix         | %            | Voix        | %           |
| -------------- | --------------------- | ------------ | ------------ | ----------- | ----------- |
|                | Eva Joly              | 3 775        | 1,92         |             |             |
|                | Marine Le Pen         | 42 080       | 21,41        |             |             |
|                | Nicolas Sarkozy       | 49 768       | 25,32        | 91 663      | 48,65       |
|                | Jean-Luc Mélenchon    | 22 966       | 11,69        |             |             |
|                | Philippe Poutou       | 2 699        | 1,37         |             |             |
|                | Nathalie Arthaud      | 974          | 0,50         |             |             |
|                | Jacques Cheminade     | 461          | 0,23         |             |             |
|                | François Bayrou       | 17 394       | 8,85         |             |             |
|                | Nicolas Dupont-Aignan | 3 522        | 1,79         |             |             |
|                | François Hollande     | 52 893       | 26,91        | 96 766      | 51,35       |
|                |                       |              |              |             |             |
| Inscrits       | Inscrits              | 240 926      | 100,00       | 240 698     | 100,00      |
| Abstentions    | Abstentions           | 40 306       | 16,73        | 38 053      | 15,81       |
| Votants        | Votants               | 200 620      | 83,27        | 202 645     | 84,19       |
| Blancs et nuls | Blancs et nuls        | 4 088        | 2,04         | 14 216      | 7,02        |
| Exprimés       | Exprimés              | 196 532      | 97,96        | 188 429     | 92,98       |

### Lozère
Source : Ministère de l'Intérieur - Lozère (Languedoc-Roussillon)
| Candidat       | Candidat              | Premier tour | Premier tour | Second tour | Second tour |
| Candidat       | Candidat              | Voix         | %            | Voix        | %           |
| -------------- | --------------------- | ------------ | ------------ | ----------- | ----------- |
|                | Eva Joly              | 1 307        | 2,61         |             |             |
|                | Marine Le Pen         | 8 650        | 17,3         |             |             |
|                | Nicolas Sarkozy       | 13 885       | 27,77        | 24 036      | 50,05       |
|                | Jean-Luc Mélenchon    | 6 208        | 12,41        |             |             |
|                | Philippe Poutou       | 647          | 1,29         |             |             |
|                | Nathalie Arthaud      | 263          | 0,53         |             |             |
|                | Jacques Cheminade     | 119          | 0,24         |             |             |
|                | François Bayrou       | 5 505        | 11,01        |             |             |
|                | Nicolas Dupont-Aignan | 843          | 1,69         |             |             |
|                | François Hollande     | 12 579       | 25,15        | 23 991      | 49,95       |
|                |                       |              |              |             |             |
| Inscrits       | Inscrits              | 59 890       | 100,00       | 59 885      | 100,00      |
| Abstentions    | Abstentions           | 8 857        | 14,79        | 8 378       | 13,99       |
| Votants        | Votants               | 51 033       | 85,21        | 51 507      | 86,01       |
| Blancs et nuls | Blancs et nuls        | 1 027        | 2,01         | 3 480       | 6,76        |
| Exprimés       | Exprimés              | 50 006       | 97,99        | 48 027      | 93,24       |

### Maine-et-Loire
Source : Ministère de l'Intérieur - Maine-et-Loire (Pays de la Loire) 
| [[Image:Maine-et-Loire - Élections présidentielles 2012 premier tour.svg\|200px\|Candidat arrivé en tête au 1er tour dans chaque commune : François HollandeNicolas SarkozyMarine Le Pen | alt=]] |                                                                                           | [[Image:Maine-et-Loire - Élections présidentielles 2012 second tour.svg\|200px\|Candidat arrivé en tête au 1er tour dans chaque commune : François HollandeNicolas SarkozyMarine Le Pen | alt=]] |
| Candidat arrivé en tête au 1er tour dans chaque commune : François HollandeNicolas SarkozyMarine Le Pen                                                                                  |        | Candidat arrivé en tête au 2e tour dans chaque commune : François HollandeNicolas Sarkozy | |        |

| Candidat       | Candidat              | Premier tour | Premier tour | Second tour | Second tour |
| Candidat       | Candidat              | Voix         | %            | Voix        | %           |
| -------------- | --------------------- | ------------ | ------------ | ----------- | ----------- |
|                | Eva Joly              | 10 737       | 2,36         |             |             |
|                | Marine Le Pen         | 63 252       | 13,88        |             |             |
|                | Nicolas Sarkozy       | 136 420      | 29,93        | 223 644     | 51,15       |
|                | Jean-Luc Mélenchon    | 42 601       | 9,35         |             |             |
|                | Philippe Poutou       | 6 338        | 1,39         |             |             |
|                | Nathalie Arthaud      | 3 426        | 0,75         |             |             |
|                | Jacques Cheminade     | 1 182        | 0,26         |             |             |
|                | François Bayrou       | 58 196       | 12,77        |             |             |
|                | Nicolas Dupont-Aignan | 10 087       | 2,21         |             |             |
|                | François Hollande     | 123 534      | 27,1         | 213 611     | 48,85       |
|                |                       |              |              |             |             |
| Inscrits       | Inscrits              | 553 014      | 100,00       | 553 191     | 100,00      |
| Abstentions    | Abstentions           | 86 386       | 15,62        | 88 673      | 16,03       |
| Votants        | Votants               | 466 628      | 84,38        | 464 518     | 83,97       |
| Blancs et nuls | Blancs et nuls        | 10 855       | 2,33         | 27 263      | 5,87        |
| Exprimés       | Exprimés              | 455 773      | 97,67        | 437 255     | 94,13       |

### Manche
Source : Ministère de l'Intérieur - Manche (Normandie)
| Candidat       | Candidat              | Premier tour | Premier tour | Second tour | Second tour |
| Candidat       | Candidat              | Voix         | %            | Voix        | %           |
| -------------- | --------------------- | ------------ | ------------ | ----------- | ----------- |
|                | Eva Joly              | 5 601        | 1,83         |             |             |
|                | Marine Le Pen         | 50 927       | 16,64        |             |             |
|                | Nicolas Sarkozy       | 88 234       | 28,82        | 147 591     | 50,10       |
|                | Jean-Luc Mélenchon    | 30 167       | 9,85         |             |             |
|                | Philippe Poutou       | 4 131        | 1,35         |             |             |
|                | Nathalie Arthaud      | 2 206        | 0,72         |             |             |
|                | Jacques Cheminade     | 882          | 0,29         |             |             |
|                | François Bayrou       | 34 272       | 11,2         |             |             |
|                | Nicolas Dupont-Aignan | 6 936        | 2,27         |             |             |
|                | François Hollande     | 82 773       | 27,04        | 147 006     | 49,90       |
|                |                       |              |              |             |             |
| Inscrits       | Inscrits              | 375 716      | 100,00       | 375 776     | 100,00      |
| Abstentions    | Abstentions           | 63 635       | 16,94        | 62 879      | 16,73       |
| Votants        | Votants               | 312 081      | 83,06        | 312 897     | 83,27       |
| Blancs et nuls | Blancs et nuls        | 5 952        | 1,91         | 18 300      | 5,85        |
| Exprimés       | Exprimés              | 306 129      | 98,09        | 294 597     | 94,15       |

### Marne
| |  | |
| Candidat arrivé en tête dans les communes de la Marne au 1er tour :François HollandeNicolas SarkozyMarine Le PenFrançois Bayrou |  | Candidat arrivé en tête dans les communes de la Marne au 2e tour : François HollandeNicolas Sarkozy |

Source : Ministère de l'Intérieur - Marne (Champagne-Ardenne) 
| Candidat       | Candidat              | Premier tour | Premier tour | Second tour | Second tour |
| Candidat       | Candidat              | Voix         | %            | Voix        | %           |
| -------------- | --------------------- | ------------ | ------------ | ----------- | ----------- |
|                | Eva Joly              | 4 482        | 1,51         |             |             |
|                | Marine Le Pen         | 66 640       | 22,44        |             |             |
|                | Nicolas Sarkozy       | 88 707       | 29,87        | 156 160     | 55,31       |
|                | Jean-Luc Mélenchon    | 25 292       | 8,52         |             |             |
|                | Philippe Poutou       | 3 534        | 1,19         |             |             |
|                | Nathalie Arthaud      | 1 949        | 0,66         |             |             |
|                | Jacques Cheminade     | 712          | 0,24         |             |             |
|                | François Bayrou       | 28 210       | 9,50         |             |             |
|                | Nicolas Dupont-Aignan | 6 029        | 2,03         |             |             |
|                | François Hollande     | 71 432       | 24,05        | 126 156     | 44,69       |
|                |                       |              |              |             |             |
| Inscrits       | Inscrits              | 382 003      | 100,00       | 382 133     | 100,00      |
| Abstentions    | Abstentions           | 80 039       | 20,95        | 80 808      | 21,15       |
| Votants        | Votants               | 301 964      | 79,05        | 301 325     | 78,85       |
| Blancs et nuls | Blancs et nuls        | 4 977        | 1,65         | 19 009      | 6,31        |
| Exprimés       | Exprimés              | 296 987      | 98,35        | 282 316     | 93,69       |

### Haute-Marne
Source : Ministère de l'Intérieur - Haute-Marne (Champagne-Ardenne) 
| Candidat       | Candidat              | Premier tour | Premier tour | Second tour | Second tour |
| Candidat       | Candidat              | Voix         | %            | Voix        | %           |
| -------------- | --------------------- | ------------ | ------------ | ----------- | ----------- |
|                | Eva Joly              | 1 506        | 1,38         |             |             |
|                | Marine Le Pen         | 27 624       | 25,26        |             |             |
|                | Nicolas Sarkozy       | 30 604       | 27,99        | 56 085      | 54,43       |
|                | Jean-Luc Mélenchon    | 9 720        | 8,89         |             |             |
|                | Philippe Poutou       | 1 455        | 1,33         |             |             |
|                | Nathalie Arthaud      | 860          | 0,79         |             |             |
|                | Jacques Cheminade     | 265          | 0,24         |             |             |
|                | François Bayrou       | 8 712        | 7,97         |             |             |
|                | Nicolas Dupont-Aignan | 2 637        | 2,41         |             |             |
|                | François Hollande     | 25 970       | 23,75        | 46 965      | 45,57       |
|                |                       |              |              |             |             |
| Inscrits       | Inscrits              | 138 929      | 100,00       | 138 787     | 100,00      |
| Abstentions    | Abstentions           | 27 345       | 19,68        | 27 431      | 19,77       |
| Votants        | Votants               | 111 584      | 80,32        | 111 350     | 80,23       |
| Blancs et nuls | Blancs et nuls        | 2 231        | 2,00         | 8 300       | 7,45        |
| Exprimés       | Exprimés              | 109 353      | 98,00        | 103 050     | 92,55       |

### Mayenne
Source : Ministère de l'Intérieur - Mayenne (Pays de la Loire)
| Candidat       | Candidat              | Premier tour | Premier tour | Second tour | Second tour |
| Candidat       | Candidat              | Voix         | %            | Voix        | %           |
| -------------- | --------------------- | ------------ | ------------ | ----------- | ----------- |
|                | Eva Joly              | 3 864        | 2,12         |             |             |
|                | Marine Le Pen         | 26 930       | 14,77        |             |             |
|                | Nicolas Sarkozy       | 55 945       | 30,69        | 92 647      | 53,07       |
|                | Jean-Luc Mélenchon    | 15 136       | 8,3          |             |             |
|                | Philippe Poutou       | 2 392        | 1,31         |             |             |
|                | Nathalie Arthaud      | 1 415        | 0,78         |             |             |
|                | Jacques Cheminade     | 428          | 0,23         |             |             |
|                | François Bayrou       | 25 118       | 13,78        |             |             |
|                | Nicolas Dupont-Aignan | 3 897        | 2,14         |             |             |
|                | François Hollande     | 47 146       | 25,87        | 81 922      | 46,93       |
|                |                       |              |              |             |             |
| Inscrits       | Inscrits              | 221 493      | 100,00       | 221 494     | 100,00      |
| Abstentions    | Abstentions           | 34 521       | 15,59        | 35 431      | 16,00       |
| Votants        | Votants               | 186 972      | 84,41        | 186 063     | 84,00       |
| Blancs et nuls | Blancs et nuls        | 4 701        | 2,51         | 11 494      | 6,18        |
| Exprimés       | Exprimés              | 182 271      | 97,49        | 174 569     | 93,82       |

### Meurthe-et-Moselle
Source : Ministère de l'Intérieur - Meurthe-et-Moselle (Lorraine) 
| Candidat       | Candidat              | Premier tour | Premier tour | Second tour | Second tour |
| Candidat       | Candidat              | Voix         | %            | Voix        | %           |
| -------------- | --------------------- | ------------ | ------------ | ----------- | ----------- |
|                | Eva Joly              | 7 058        | 1,81         |             |             |
|                | Marine Le Pen         | 82 538       | 21,17        |             |             |
|                | Nicolas Sarkozy       | 94 415       | 24,21        | 173 929     | 46,94       |
|                | Jean-Luc Mélenchon    | 47 042       | 12,07        |             |             |
|                | Philippe Poutou       | 4 988        | 1,28         |             |             |
|                | Nathalie Arthaud      | 2 582        | 0,66         |             |             |
|                | Jacques Cheminade     | 1 092        | 0,28         |             |             |
|                | François Bayrou       | 33 871       | 8,69         |             |             |
|                | Nicolas Dupont-Aignan | 7 447        | 1,91         |             |             |
|                | François Hollande     | 108 870      | 27,92        | 196 628     | 53,06       |
|                |                       |              |              |             |             |
| Inscrits       | Inscrits              | 495 506      | 100,00       | 495 452     | 100,00      |
| Abstentions    | Abstentions           | 99 361       | 20,05        | 100 447     | 20,27       |
| Votants        | Votants               | 396 145      | 79,95        | 395 005     | 79,73       |
| Blancs et nuls | Blancs et nuls        | 6 242        | 1,58         | 24 448      | 6,19        |
| Exprimés       | Exprimés              | 389 903      | 98,42        | 370 557     | 93,81       |

### Meuse
Source : Ministère de l'Intérieur - Meuse (Lorraine) 
| Candidat       | Candidat              | Premier tour | Premier tour | Second tour | Second tour |
| Candidat       | Candidat              | Voix         | %            | Voix        | %           |
| -------------- | --------------------- | ------------ | ------------ | ----------- | ----------- |
|                | Eva Joly              | 1 794        | 1,6          |             |             |
|                | Marine Le Pen         | 29 038       | 25,82        |             |             |
|                | Nicolas Sarkozy       | 29 863       | 26,56        | 56 898      | 53,80       |
|                | Jean-Luc Mélenchon    | 9 951        | 8,85         |             |             |
|                | Philippe Poutou       | 1 688        | 1,5          |             |             |
|                | Nathalie Arthaud      | 789          | 0,7          |             |             |
|                | Jacques Cheminade     | 344          | 0,31         |             |             |
|                | François Bayrou       | 10 375       | 9,23         |             |             |
|                | Nicolas Dupont-Aignan | 2 299        | 2,04         |             |             |
|                | François Hollande     | 26 313       | 23,4         | 48 860      | 46,20       |
|                |                       |              |              |             |             |
| Inscrits       | Inscrits              | 140 133      | 100,00       | 140 113     | 100,00      |
| Abstentions    | Abstentions           | 25 604       | 18,27        | 25 824      | 18,43       |
| Votants        | Votants               | 114 529      | 81,73        | 114 289     | 81,57       |
| Blancs et nuls | Blancs et nuls        | 2 075        | 1,81         | 8 531       | 7,46        |
| Exprimés       | Exprimés              | 112 454      | 98,19        | 105 758     | 92,54       |

### Morbihan
Source : Ministère de l'Intérieur - Morbihan (Bretagne) 
| Candidat       | Candidat              | Premier tour | Premier tour | Second tour | Second tour |
| Candidat       | Candidat              | Voix         | %            | Voix        | %           |
| -------------- | --------------------- | ------------ | ------------ | ----------- | ----------- |
|                | Eva Joly              | 12 948       | 2,81         |             |             |
|                | Marine Le Pen         | 71 715       | 15,55        |             |             |
|                | Nicolas Sarkozy       | 129 838      | 28,15        | 213 893     | 48,27       |
|                | Jean-Luc Mélenchon    | 47 220       | 10,24        |             |             |
|                | Philippe Poutou       | 6 300        | 1,37         |             |             |
|                | Nathalie Arthaud      | 2 818        | 0,61         |             |             |
|                | Jacques Cheminade     | 1 268        | 0,27         |             |             |
|                | François Bayrou       | 50 050       | 10,85        |             |             |
|                | Nicolas Dupont-Aignan | 8 548        | 1,85         |             |             |
|                | François Hollande     | 130 453      | 28,29        | 229 248     | 51,73       |
|                |                       |              |              |             |             |
| Inscrits       | Inscrits              | 555 819      | 100,00       | 555 655     | 100,00      |
| Abstentions    | Abstentions           | 86 123       | 15,49        | 85 419      | 15,37       |
| Votants        | Votants               | 469 696      | 84,51        | 470 236     | 84,63       |
| Blancs et nuls | Blancs et nuls        | 8 538        | 1,82         | 27 095      | 5,76        |
| Exprimés       | Exprimés              | 461 158      | 98,18        | 443 141     | 94,24       |

### Moselle
Source : Ministère de l'Intérieur - Moselle (Lorraine) 
| Candidat       | Candidat              | Premier tour | Premier tour | Second tour | Second tour |
| Candidat       | Candidat              | Voix         | %            | Voix        | %           |
| -------------- | --------------------- | ------------ | ------------ | ----------- | ----------- |
|                | Eva Joly              | 9 875        | 1,73         |             |             |
|                | Marine Le Pen         | 141 477      | 24,73        |             |             |
|                | Nicolas Sarkozy       | 148 328      | 25,93        | 291 368     | 53,50       |
|                | Jean-Luc Mélenchon    | 54 455       | 9,52         |             |             |
|                | Philippe Poutou       | 7 924        | 1,39         |             |             |
|                | Nathalie Arthaud      | 4 350        | 0,76         |             |             |
|                | Jacques Cheminade     | 1 522        | 0,27         |             |             |
|                | François Bayrou       | 53 160       | 9,29         |             |             |
|                | Nicolas Dupont-Aignan | 10 658       | 1,86         |             |             |
|                | François Hollande     | 140 323      | 24,53        | 253 281     | 46,50       |
|                |                       |              |              |             |             |
| Inscrits       | Inscrits              | 745 678      | 100,00       | 745 761     | 100,00      |
| Abstentions    | Abstentions           | 162 948      | 21,85        | 163 291     | 21,90       |
| Votants        | Votants               | 582 730      | 78,15        | 582 470     | 78,10       |
| Blancs et nuls | Blancs et nuls        | 10 658       | 1,83         | 37 821      | 6,49        |
| Exprimés       | Exprimés              | 572 072      | 98,17        | 544 649     | 93,51       |

### Nièvre
Source : Ministère de l'Intérieur - Nièvre (Bourgogne)
| Candidat       | Candidat              | Premier tour | Premier tour | Second tour | Second tour |
| Candidat       | Candidat              | Voix         | %            | Voix        | %           |
| -------------- | --------------------- | ------------ | ------------ | ----------- | ----------- |
|                | Eva Joly              | 2 143        | 1,64         |             |             |
|                | Marine Le Pen         | 25 565       | 19,58        |             |             |
|                | Nicolas Sarkozy       | 29 400       | 22,51        | 51 421      | 41,19       |
|                | Jean-Luc Mélenchon    | 15 601       | 11,95        |             |             |
|                | Philippe Poutou       | 1 675        | 1,28         |             |             |
|                | Nathalie Arthaud      | 934          | 0,72         |             |             |
|                | Jacques Cheminade     | 338          | 0,26         |             |             |
|                | François Bayrou       | 9 746        | 7,46         |             |             |
|                | Nicolas Dupont-Aignan | 2 563        | 1,96         |             |             |
|                | François Hollande     | 42 631       | 32,64        | 73 424      | 58,81       |
|                |                       |              |              |             |             |
| Inscrits       | Inscrits              | 164 911      | 100,00       | 164 915     | 100,00      |
| Abstentions    | Abstentions           | 31 721       | 19,24        | 31 090      | 18,85       |
| Votants        | Votants               | 133 190      | 80,76        | 133 825     | 81,15       |
| Blancs et nuls | Blancs et nuls        | 2 594        | 1,95         | 8 980       | 6,71        |
| Exprimés       | Exprimés              | 130 596      | 98,05        | 124 845     | 93,29       |

### Nord
Source : Ministère de l'Intérieur - Nord (Nord-Pas-de-Calais) 
| |  |                                                                                                 |
| Candidat arrivé en tête dans les communes du Nord au 1er tour :François HollandeNicolas SarkozyMarine Le PenJean-Luc Mélenchon |  | Candidat arrivé en tête dans les communes du Nord au 2e tour : François HollandeNicolas Sarkozy |

| Candidat       | Candidat              | Premier tour | Premier tour | Second tour | Second tour |
| Candidat       | Candidat              | Voix         | %            | Voix        | %           |
| -------------- | --------------------- | ------------ | ------------ | ----------- | ----------- |
|                | Eva Joly              | 23 976       | 1,75         |             |             |
|                | Marine Le Pen         | 300 362      | 21,91        |             |             |
|                | Nicolas Sarkozy       | 338 714      | 24,7         | 616 882     | 47,12       |
|                | Jean-Luc Mélenchon    | 173 037      | 12,62        |             |             |
|                | Philippe Poutou       | 15 138       | 1,1          |             |             |
|                | Nathalie Arthaud      | 9 545        | 0,7          |             |             |
|                | Jacques Cheminade     | 3 185        | 0,23         |             |             |
|                | François Bayrou       | 102 511      | 7,48         |             |             |
|                | Nicolas Dupont-Aignan | 21 160       | 1,54         |             |             |
|                | François Hollande     | 383 471      | 27,97        | 692 273     | 52,88       |
|                |                       |              |              |             |             |
| Inscrits       | Inscrits              | 1 792 359    | 100,00       | 1 792 610   | 100,00      |
| Abstentions    | Abstentions           | 396 523      | 22,12        | 396 412     | 22,11       |
| Votants        | Votants               | 1 395 836    | 77,88        | 1 396 198   | 77,89       |
| Blancs et nuls | Blancs et nuls        | 24 737       | 1,77         | 87 043      | 6,23        |
| Exprimés       | Exprimés              | 1 371 099    | 98,23        | 1 309 155   | 93,77       |

### Oise
Source : Ministère de l'Intérieur - Oise (Picardie) 
| |  |                                                                                                   |
| Candidat arrivé en tête dans les communes de l'Oise au 1ertour :François HollandeNicolas SarkozyMarine Le Pen |  | Candidat arrivé en tête dans les communes de l'Oise au 2e tour : François HollandeNicolas Sarkozy |

| Candidat       | Candidat              | Premier tour | Premier tour | Second tour | Second tour |
| Candidat       | Candidat              | Voix         | %            | Voix        | %           |
| -------------- | --------------------- | ------------ | ------------ | ----------- | ----------- |
|                | Eva Joly              | 6 598        | 1,51         |             |             |
|                | Marine Le Pen         | 109 339      | 25,08        |             |             |
|                | Nicolas Sarkozy       | 115 926      | 26,59        | 217 732     | 52,66       |
|                | Jean-Luc Mélenchon    | 44 057       | 10,11        |             |             |
|                | Philippe Poutou       | 5 338        | 1,22         |             |             |
|                | Nathalie Arthaud      | 3 391        | 0,78         |             |             |
|                | Jacques Cheminade     | 1 081        | 0,25         |             |             |
|                | François Bayrou       | 33 160       | 7,61         |             |             |
|                | Nicolas Dupont-Aignan | 8 505        | 1,95         |             |             |
|                | François Hollande     | 108 574      | 24,9         | 195 701     | 47,34       |
|                |                       |              |              |             |             |
| Inscrits       | Inscrits              | 548 845      | 100,00       | 549 097     | 100,00      |
| Abstentions    | Abstentions           | 104 642      | 19,07        | 106 084     | 19,32       |
| Votants        | Votants               | 444 203      | 80,93        | 443 013     | 80,68       |
| Blancs et nuls | Blancs et nuls        | 8 234        | 1,85         | 29 580      | 6,68        |
| Exprimés       | Exprimés              | 435 969      | 98,15        | 413 433     | 93,32       |

### Orne
Source : Ministère de l'Intérieur - Orne (Basse-Normandie) 
| Candidat       | Candidat              | Premier tour | Premier tour | Second tour | Second tour |
| Candidat       | Candidat              | Voix         | %            | Voix        | %           |
| -------------- | --------------------- | ------------ | ------------ | ----------- | ----------- |
|                | Eva Joly              | 3 109        | 1,79         |             |             |
|                | Marine Le Pen         | 34 757       | 20           |             |             |
|                | Nicolas Sarkozy       | 51 498       | 29,64        | 87 087      | 52,89       |
|                | Jean-Luc Mélenchon    | 15 501       | 8,92         |             |             |
|                | Philippe Poutou       | 2 515        | 1,45         |             |             |
|                | Nathalie Arthaud      | 1 294        | 0,74         |             |             |
|                | Jacques Cheminade     | 422          | 0,24         |             |             |
|                | François Bayrou       | 18 326       | 10,55        |             |             |
|                | Nicolas Dupont-Aignan | 4 173        | 2,4          |             |             |
|                | François Hollande     | 42 159       | 24,26        | 77 579      | 47,11       |
|                |                       |              |              |             |             |
| Inscrits       | Inscrits              | 212 521      | 100,00       | 212 505     | 100,00      |
| Abstentions    | Abstentions           | 35 378       | 16,65        | 36 060      | 16,97       |
| Votants        | Votants               | 177 143      | 83,35        | 176 445     | 83,03       |
| Blancs et nuls | Blancs et nuls        | 3 389        | 1,91         | 11 779      | 6,68        |
| Exprimés       | Exprimés              | 173 754      | 98,09        | 164 666     | 93,32       |

### Pas-de-Calais
Source : Ministère de l'Intérieur - Pas-de-Calais (Nord-Pas-de-Calais) 
| |  | |
| Candidat arrivé en tête dans les communes du Pas-de-Calais au 1er tour :François HollandeNicolas SarkozyMarine Le Pen |  | Candidat arrivé en tête dans les communes du Pas-de-Calais au 2e tour : François HollandeNicolas Sarkozy |

| Candidat       | Candidat              | Premier tour | Premier tour | Second tour | Second tour |
| Candidat       | Candidat              | Voix         | %            | Voix        | %           |
| -------------- | --------------------- | ------------ | ------------ | ----------- | ----------- |
|                | Eva Joly              | 10 315       | 1,21         |             |             |
|                | Marine Le Pen         | 216 753      | 25,53        |             |             |
|                | Nicolas Sarkozy       | 185 632      | 21,86        | 351 015     | 43,82       |
|                | Jean-Luc Mélenchon    | 97 974       | 11,54        |             |             |
|                | Philippe Poutou       | 10 948       | 1,29         |             |             |
|                | Nathalie Arthaud      | 7 246        | 0,85         |             |             |
|                | Jacques Cheminade     | 1 824        | 0,21         |             |             |
|                | François Bayrou       | 54 354       | 6,4          |             |             |
|                | Nicolas Dupont-Aignan | 14 122       | 1,66         |             |             |
|                | François Hollande     | 249 971      | 29,44        | 450 103     | 56,18       |
|                |                       |              |              |             |             |
| Inscrits       | Inscrits              | 1 083 728    | 100,00       | 1 083 666   | 100,00      |
| Abstentions    | Abstentions           | 218 167      | 20,13        | 220 612     | 20,36       |
| Votants        | Votants               | 865 561      | 79,87        | 863 054     | 79,64       |
| Blancs et nuls | Blancs et nuls        | 16 422       | 1,90         | 61 936      | 7,18        |
| Exprimés       | Exprimés              | 849 139      | 98,10        | 801 118     | 92,82       |

### Puy-de-Dôme
Source : Ministère de l'Intérieur - Puy-de-Dôme (Auvergne) 
| Candidat       | Candidat              | Premier tour | Premier tour | Second tour | Second tour |
| Candidat       | Candidat              | Voix         | %            | Voix        | %           |
| -------------- | --------------------- | ------------ | ------------ | ----------- | ----------- |
|                | Eva Joly              | 7 549        | 2,04         |             |             |
|                | Marine Le Pen         | 57 555       | 15,58        |             |             |
|                | Nicolas Sarkozy       | 79 124       | 21,42        | 138 995     | 39,53       |
|                | Jean-Luc Mélenchon    | 51 691       | 13,99        |             |             |
|                | Philippe Poutou       | 4 595        | 1,24         |             |             |
|                | Nathalie Arthaud      | 2 372        | 0,64         |             |             |
|                | Jacques Cheminade     | 988          | 0,27         |             |             |
|                | François Bayrou       | 36 771       | 9,95         |             |             |
|                | Nicolas Dupont-Aignan | 6 555        | 1,77         |             |             |
|                | François Hollande     | 122 244      | 33,09        | 212 597     | 60,47       |
|                |                       |              |              |             |             |
| Inscrits       | Inscrits              | 449 247      | 100,00       | 449 281     | 100,00      |
| Abstentions    | Abstentions           | 71 581       | 15,93        | 72 953      | 16,24       |
| Votants        | Votants               | 377 666      | 84,07        | 376 328     | 83,76       |
| Blancs et nuls | Blancs et nuls        | 8 222        | 2,18         | 24 736      | 6,57        |
| Exprimés       | Exprimés              | 369 444      | 97,82        | 351 592     | 93,43       |

### Pyrénées-Atlantiques
Source : Ministère de l'Intérieur - Pyrénées-Atlantiques (Aquitaine) 
| Candidat       | Candidat              | Premier tour | Premier tour | Second tour | Second tour |
| Candidat       | Candidat              | Voix         | %            | Voix        | %           |
| -------------- | --------------------- | ------------ | ------------ | ----------- | ----------- |
|                | Eva Joly              | 11 345       | 2,88         |             |             |
|                | Marine Le Pen         | 47 844       | 12,15        |             |             |
|                | Nicolas Sarkozy       | 92 967       | 23,62        | 164 374     | 42,88       |
|                | Jean-Luc Mélenchon    | 46 749       | 11,88        |             |             |
|                | Philippe Poutou       | 6 812        | 1,73         |             |             |
|                | Nathalie Arthaud      | 1 826        | 0,46         |             |             |
|                | Jacques Cheminade     | 882          | 0,22         |             |             |
|                | François Bayrou       | 61 681       | 15,67        |             |             |
|                | Nicolas Dupont-Aignan | 5 728        | 1,46         |             |             |
|                | François Hollande     | 117 823      | 29,93        | 218 964     | 57,12       |
|                |                       |              |              |             |             |
| Inscrits       | Inscrits              | 488 946      | 100,00       | 488 982     | 100,00      |
| Abstentions    | Abstentions           | 86 788       | 17,75        | 79 868      | 16,33       |
| Votants        | Votants               | 402 158      | 82,25        | 409 114     | 83,67       |
| Blancs et nuls | Blancs et nuls        | 8 501        | 2,11         | 25 776      | 6,30        |
| Exprimés       | Exprimés              | 393 657      | 97,89        | 383 338     | 93,70       |

### Hautes-Pyrénées
Source : Hautes-Pyrénées (Midi-Pyrénées)
| Candidat       | Candidat              | Premier tour | Premier tour | Second tour | Second tour |
| Candidat       | Candidat              | Voix         | %            | Voix        | %           |
| -------------- | --------------------- | ------------ | ------------ | ----------- | ----------- |
|                | Eva Joly              | 3 007        | 2,08         |             |             |
|                | Marine Le Pen         | 21 580       | 14,91        |             |             |
|                | Nicolas Sarkozy       | 29 512       | 20,39        | 52 162      | 37,53       |
|                | Jean-Luc Mélenchon    | 21 934       | 15,16        |             |             |
|                | Philippe Poutou       | 1 967        | 1,36         |             |             |
|                | Nathalie Arthaud      | 780          | 0,54         |             |             |
|                | Jacques Cheminade     | 300          | 0,21         |             |             |
|                | François Bayrou       | 15 265       | 10,55        |             |             |
|                | Nicolas Dupont-Aignan | 2 376        | 1,64         |             |             |
|                | François Hollande     | 47 983       | 33,16        | 86 809      | 62,47       |
|                |                       |              |              |             |             |
| Inscrits       | Inscrits              | 177 417      | 100,00       | 177 439     | 100,00      |
| Abstentions    | Abstentions           | 29 744       | 16,77        | 29 155      | 16,43       |
| Votants        | Votants               | 147 673      | 83,23        | 148 284     | 83,57       |
| Blancs et nuls | Blancs et nuls        | 2 969        | 2,01         | 9 313       | 6,28        |
| Exprimés       | Exprimés              | 144 704      | 97,99        | 138 971     | 93,72       |

### Pyrénées-Orientales

Candidat arrivé en tête au premier tour, par commune :
F. Hollande
N. Sarkozy
M. Le Pen
J.-L. Mélenchon

Candidat arrivé en tête au second tour, par commune :
F. Hollande
N. Sarkozy

Source : Ministère de l'Intérieur - Pyrénées-Orientales (Languedoc-Roussillon) 
| Candidat       | Candidat              | Premier tour | Premier tour | Second tour | Second tour |
| Candidat       | Candidat              | Voix         | %            | Voix        | %           |
| -------------- | --------------------- | ------------ | ------------ | ----------- | ----------- |
|                | Eva Joly              | 5 564        | 2,11         |             |             |
|                | Marine Le Pen         | 64 007       | 24,23        |             |             |
|                | Nicolas Sarkozy       | 66 870       | 25,31        | 124 668     | 49,41       |
|                | Jean-Luc Mélenchon    | 33 739       | 12,77        |             |             |
|                | Philippe Poutou       | 3 265        | 1,24         |             |             |
|                | Nathalie Arthaud      | 1 305        | 0,49         |             |             |
|                | Jacques Cheminade     | 591          | 0,22         |             |             |
|                | François Bayrou       | 16 608       | 6,29         |             |             |
|                | Nicolas Dupont-Aignan | 3 652        | 1,38         |             |             |
|                | François Hollande     | 68 593       | 25,96        | 127 625     | 50,59       |
|                |                       |              |              |             |             |
| Inscrits       | Inscrits              | 329 243      | 100,00       | 329 293     | 100,00      |
| Abstentions    | Abstentions           | 59 937       | 18,20        | 58 614      | 17,80       |
| Votants        | Votants               | 269 306      | 81,80        | 270 679     | 82,20       |
| Blancs et nuls | Blancs et nuls        | 5 112        | 1,90         | 18 386      | 6,79        |
| Exprimés       | Exprimés              | 264 194      | 98,10        | 252 293     | 93,21       |

### Bas-Rhin
Source : Ministère de l'Intérieur - Bas-Rhin (Alsace) 
| Candidat       | Candidat              | Premier tour | Premier tour | Second tour | Second tour |
| Candidat       | Candidat              | Voix         | %            | Voix        | %           |
| -------------- | --------------------- | ------------ | ------------ | ----------- | ----------- |
|                | Eva Joly              | 16 188       | 2,76         |             |             |
|                | Marine Le Pen         | 124 264      | 21,21        |             |             |
|                | Nicolas Sarkozy       | 196 968      | 33,62        | 359 011     | 63,44       |
|                | Jean-Luc Mélenchon    | 42 302       | 7,22         |             |             |
|                | Philippe Poutou       | 5 993        | 1,02         |             |             |
|                | Nathalie Arthaud      | 3 779        | 0,64         |             |             |
|                | Jacques Cheminade     | 1 655        | 0,28         |             |             |
|                | François Bayrou       | 69 940       | 11,94        |             |             |
|                | Nicolas Dupont-Aignan | 10 141       | 1,73         |             |             |
|                | François Hollande     | 114 702      | 19,58        | 206 891     | 36,56       |
|                |                       |              |              |             |             |
| Inscrits       | Inscrits              | 748 087      | 100,00       | 748 128     | 100,00      |
| Abstentions    | Abstentions           | 150 904      | 20,17        | 148 400     | 19,84       |
| Votants        | Votants               | 597 183      | 79,83        | 599 728     | 80,16       |
| Blancs et nuls | Blancs et nuls        | 11 251       | 1,88         | 33 826      | 5,64        |
| Exprimés       | Exprimés              | 585 932      | 98,12        | 565 902     | 94,36       |

### Haut-Rhin
| |  |                                                                                                |
| Candidat arrivé en tête au 1er tour dans chaque commune : - François Hollande - Nicolas Sarkozy - Marine Le Pen |  | Candidat arrivé en tête au 2d tour dans chaque commune : - François Hollande - Nicolas Sarkozy |

Source : Ministère de l'Intérieur - Haut-Rhin (Alsace) 
| Candidat       | Candidat              | Premier tour | Premier tour | Second tour | Second tour |
| Candidat       | Candidat              | Voix         | %            | Voix        | %           |
| -------------- | --------------------- | ------------ | ------------ | ----------- | ----------- |
|                | Eva Joly              | 10 980       | 2,71         |             |             |
|                | Marine Le Pen         | 94 988       | 23,43        |             |             |
|                | Nicolas Sarkozy       | 129 349      | 31,91        | 246 535     | 63,33       |
|                | Jean-Luc Mélenchon    | 30 076       | 7,42         |             |             |
|                | Philippe Poutou       | 4 824        | 1,19         |             |             |
|                | Nathalie Arthaud      | 2 608        | 0,64         |             |             |
|                | Jacques Cheminade     | 1 322        | 0,33         |             |             |
|                | François Bayrou       | 46 176       | 11,39        |             |             |
|                | Nicolas Dupont-Aignan | 8 508        | 2,1          |             |             |
|                | François Hollande     | 76 580       | 18,89        | 142 724     | 36,67       |
|                |                       |              |              |             |             |
| Inscrits       | Inscrits              | 521 174      | 100,00       | 519 575     | 100,00      |
| Abstentions    | Abstentions           | 107 366      | 20,60        | 103 638     | 19,95       |
| Votants        | Votants               | 413 808      | 79,40        | 415 937     | 80,05       |
| Blancs et nuls | Blancs et nuls        | 8 397        | 2,03         | 26 678      | 6,41        |
| Exprimés       | Exprimés              | 405 411      | 97,97        | 389 259     | 93,59       |

### Rhône
Source : Ministère de l'Intérieur - Rhône (Rhône-Alpes) 
| Candidat       | Candidat              | Premier tour | Premier tour | Second tour | Second tour |
| Candidat       | Candidat              | Voix         | %            | Voix        | %           |
| -------------- | --------------------- | ------------ | ------------ | ----------- | ----------- |
|                | Eva Joly              | 25 611       | 2,90         |             |             |
|                | Marine Le Pen         | 133 322      | 15,09        |             |             |
|                | Nicolas Sarkozy       | 271 922      | 30,77        | 443 370     | 52,02       |
|                | Jean-Luc Mélenchon    | 94 876       | 10,74        |             |             |
|                | Philippe Poutou       | 7 412        | 0,84         |             |             |
|                | Nathalie Arthaud      | 4 220        | 0,48         |             |             |
|                | Jacques Cheminade     | 2 264        | 0,26         |             |             |
|                | François Bayrou       | 91 042       | 10,30        |             |             |
|                | Nicolas Dupont-Aignan | 15 203       | 1,72         |             |             |
|                | François Hollande     | 237 779      | 26,91        | 408 899     | 47,98       |
|                |                       |              |              |             |             |
| Inscrits       | Inscrits              | 1 100 632    | 100,00       | 1 100 976   | 100,00      |
| Abstentions    | Abstentions           | 202 748      | 18,42        | 207 138     | 18,81       |
| Votants        | Votants               | 897 884      | 81,58        | 893 838     | 81,19       |
| Blancs et nuls | Blancs et nuls        | 14 233       | 1,59         | 41 569      | 4,65        |
| Exprimés       | Exprimés              | 883 651      | 98,41        | 852 269     | 95,35       |

### Haute-Saône
Source : Ministère de l'Intérieur - Haute-Saône (Franche-Comté)
| Candidat       | Candidat              | Premier tour | Premier tour | Second tour | Second tour |
| Candidat       | Candidat              | Voix         | %            | Voix        | %           |
| -------------- | --------------------- | ------------ | ------------ | ----------- | ----------- |
|                | Eva Joly              | 2 315        | 1,58         |             |             |
|                | Marine Le Pen         | 36 807       | 25,12        |             |             |
|                | Nicolas Sarkozy       | 36 967       | 25,23        | 69 659      | 50,36       |
|                | Jean-Luc Mélenchon    | 14 125       | 9,64         |             |             |
|                | Philippe Poutou       | 1 999        | 1,36         |             |             |
|                | Nathalie Arthaud      | 1 126        | 0,77         |             |             |
|                | Jacques Cheminade     | 407          | 0,28         |             |             |
|                | François Bayrou       | 11 147       | 7,61         |             |             |
|                | Nicolas Dupont-Aignan | 2 982        | 2,03         |             |             |
|                | François Hollande     | 38 661       | 26,38        | 68 656      | 49,64       |
|                |                       |              |              |             |             |
| Inscrits       | Inscrits              | 180 646      | 100,00       | 180 598     | 100,00      |
| Abstentions    | Abstentions           | 30 428       | 16,84        | 29 758      | 16,48       |
| Votants        | Votants               | 150 218      | 83,16        | 150 840     | 83,52       |
| Blancs et nuls | Blancs et nuls        | 3 682        | 2,45         | 12 525      | 8,30        |
| Exprimés       | Exprimés              | 146 536      | 97,55        | 138 315     | 91,70       |

### Saône-et-Loire
Source : Ministère de l'Intérieur - Saône-et-Loire (Bourgogne) 
| Candidat       | Candidat              | Premier tour | Premier tour | Second tour | Second tour |
| Candidat       | Candidat              | Voix         | %            | Voix        | %           |
| -------------- | --------------------- | ------------ | ------------ | ----------- | ----------- |
|                | Eva Joly              | 5 435        | 1,67         |             |             |
|                | Marine Le Pen         | 65 054       | 20,03        |             |             |
|                | Nicolas Sarkozy       | 84 499       | 26,01        | 149 243     | 48,14       |
|                | Jean-Luc Mélenchon    | 34 548       | 10,64        |             |             |
|                | Philippe Poutou       | 3 971        | 1,22         |             |             |
|                | Nathalie Arthaud      | 2 048        | 0,63         |             |             |
|                | Jacques Cheminade     | 802          | 0,25         |             |             |
|                | François Bayrou       | 28 683       | 8,83         |             |             |
|                | Nicolas Dupont-Aignan | 6 588        | 2,03         |             |             |
|                | François Hollande     | 93 198       | 28,69        | 160 751     | 51,86       |
|                |                       |              |              |             |             |
| Inscrits       | Inscrits              | 409 987      | 100,00       | 409 846     | 100,00      |
| Abstentions    | Abstentions           | 77 577       | 18,92        | 76 591      | 18,69       |
| Votants        | Votants               | 332 410      | 81,08        | 333 255     | 81,31       |
| Blancs et nuls | Blancs et nuls        | 7 584        | 2,28         | 23 261      | 6,98        |
| Exprimés       | Exprimés              | 324 826      | 97,72        | 309 994     | 93,02       |

### Sarthe
Source : Ministère de l'Intérieur - Sarthe (Pays de la Loire)
| Candidat       | Candidat              | Premier tour | Premier tour | Second tour | Second tour |
| Candidat       | Candidat              | Voix         | %            | Voix        | %           |
| -------------- | --------------------- | ------------ | ------------ | ----------- | ----------- |
|                | Eva Joly              | 6 153        | 1,89         |             |             |
|                | Marine Le Pen         | 62 516       | 19,17        |             |             |
|                | Nicolas Sarkozy       | 86 174       | 26,43        | 146 454     | 47.33       |
|                | Jean-Luc Mélenchon    | 35 143       | 10,78        |             |             |
|                | Philippe Poutou       | 4 379        | 1,34         |             |             |
|                | Nathalie Arthaud      | 2 452        | 0,75         |             |             |
|                | Jacques Cheminade     | 749          | 0,23         |             |             |
|                | François Bayrou       | 29 802       | 9,14         |             |             |
|                | Nicolas Dupont-Aignan | 7 012        | 2,15         |             |             |
|                | François Hollande     | 91 722       | 28,13        | 162 975     | 52,67       |
|                |                       |              |              |             |             |
| Inscrits       | Inscrits              | 406 858      | 100,00       | 406 896     | 100,00      |
| Abstentions    | Abstentions           | 72 523       | 17,83        | 74 708      | 18,36       |
| Votants        | Votants               | 334 335      | 82,17        | 332 188     | 81,64       |
| Blancs et nuls | Blancs et nuls        | 8 233        | 2,46         | 22 759      | 6,85        |
| Exprimés       | Exprimés              | 326 102      | 97,54        | 309 429     | 93,15       |

### Savoie
Source : Ministère de l'Intérieur - Savoie (Rhônes-Alpes)
| Candidat       | Candidat              | Premier tour | Premier tour | Second tour | Second tour |
| Candidat       | Candidat              | Voix         | %            | Voix        | %           |
| -------------- | --------------------- | ------------ | ------------ | ----------- | ----------- |
|                | Eva Joly              | 8 313        | 3,42         |             |             |
|                | Marine Le Pen         | 45 993       | 18,92        |             |             |
|                | Nicolas Sarkozy       | 69 544       | 28,61        | 122 233     | 52,93       |
|                | Jean-Luc Mélenchon    | 27 875       | 11,47        |             |             |
|                | Philippe Poutou       | 2 890        | 1,19         |             |             |
|                | Nathalie Arthaud      | 1 213        | 0,5          |             |             |
|                | Jacques Cheminade     | 664          | 0,27         |             |             |
|                | François Bayrou       | 24 034       | 9,89         |             |             |
|                | Nicolas Dupont-Aignan | 5 120        | 2,11         |             |             |
|                | François Hollande     | 57 469       | 23,64        | 108 686     | 47,07       |
|                |                       |              |              |             |             |
| Inscrits       | Inscrits              | 298 785      | 100,00       | 298 887     | 100,00      |
| Abstentions    | Abstentions           | 50 538       | 16,91        | 52 579      | 17,59       |
| Votants        | Votants               | 248 247      | 83,09        | 246 308     | 82,41       |
| Blancs et nuls | Blancs et nuls        | 5 132        | 2,07         | 15 389      | 6,25        |
| Exprimés       | Exprimés              | 243 115      | 97,93        | 230 919     | 93,75       |

### Haute-Savoie
Source : Ministère de l'Intérieur - Haute-Savoie (Rhône-Alpes) 
| Candidat       | Candidat              | Premier tour | Premier tour | Second tour | Second tour |
| Candidat       | Candidat              | Voix         | %            | Voix        | %           |
| -------------- | --------------------- | ------------ | ------------ | ----------- | ----------- |
|                | Eva Joly              | 14 446       | 3,59         |             |             |
|                | Marine Le Pen         | 66 583       | 16,56        |             |             |
|                | Nicolas Sarkozy       | 136 946      | 34,06        | 232 928     | 60,10       |
|                | Jean-Luc Mélenchon    | 37 117       | 9,23         |             |             |
|                | Philippe Poutou       | 4 514        | 1,12         |             |             |
|                | Nathalie Arthaud      | 1 793        | 0,45         |             |             |
|                | Jacques Cheminade     | 1 242        | 0,31         |             |             |
|                | François Bayrou       | 47 547       | 11,83        |             |             |
|                | Nicolas Dupont-Aignan | 9 345        | 2,32         |             |             |
|                | François Hollande     | 82 482       | 20,52        | 154 622     | 39,90       |
|                |                       |              |              |             |             |
| Inscrits       | Inscrits              | 504 674      | 100,00       | 504 553     | 100,00      |
| Abstentions    | Abstentions           | 95 316       | 18,89        | 94 000      | 18,63       |
| Votants        | Votants               | 409 358      | 81,11        | 410 553     | 81,37       |
| Blancs et nuls | Blancs et nuls        | 7 343        | 1,79         | 23 003      | 5,60        |
| Exprimés       | Exprimés              | 402 015      | 98,21        | 387 550     | 94,40       |

### Paris

Candidat arrivé en tête au premier tour, par arrondissement :
F. Hollande
N. Sarkozy

Source : Ministère de l'Intérieur - Paris (Île-de-France)
| Candidat       | Candidat              | Premier tour | Premier tour | Second tour | Second tour |
| Candidat       | Candidat              | Voix         | %            | Voix        | %           |
| -------------- | --------------------- | ------------ | ------------ | ----------- | ----------- |
|                | Eva Joly              | 41 495       | 4,18         |             |             |
|                | Marine Le Pen         | 61 503       | 6,20         |             |             |
|                | Nicolas Sarkozy       | 319 482      | 32,19        | 447 500     | 44,40       |
|                | Jean-Luc Mélenchon    | 110 101      | 11,09        |             |             |
|                | Philippe Poutou       | 6 644        | 0,67         |             |             |
|                | Nathalie Arthaud      | 2 719        | 0,27         |             |             |
|                | Jacques Cheminade     | 2 272        | 0,23         |             |             |
|                | François Bayrou       | 92 664       | 9,34         |             |             |
|                | Nicolas Dupont-Aignan | 9 959        | 1,00         |             |             |
|                | François Hollande     | 345 635      | 34,83        | 560 461     | 55,60       |
|                |                       |              |              |             |             |
| Inscrits       | Inscrits              | 1 253 322    | 100,00       | 1 253 919   | 100,00      |
| Abstentions    | Abstentions           | 248 755      | 19,85        | 212 870     | 16,98       |
| Votants        | Votants               | 1 004 567    | 80,15        | 1 041 049   | 83,02       |
| Blancs et nuls | Blancs et nuls        | 12 093       | 1,20         | 33 088      | 3,18        |
| Exprimés       | Exprimés              | 992 474      | 98,80        | 1 007 961   | 96,82       |

### Seine-Maritime
Source : Ministère de l'Intérieur - Seine-Maritime (Haute-Normandie) 
| Candidat       | Candidat              | Premier tour | Premier tour | Second tour | Second tour |
| Candidat       | Candidat              | Voix         | %            | Voix        | %           |
| -------------- | --------------------- | ------------ | ------------ | ----------- | ----------- |
|                | Eva Joly              | 11 354       | 1,63         |             |             |
|                | Marine Le Pen         | 131 416      | 18,9         |             |             |
|                | Nicolas Sarkozy       | 174 024      | 25,03        | 300 657     | 45,06       |
|                | Jean-Luc Mélenchon    | 91 759       | 13,2         |             |             |
|                | Philippe Poutou       | 8 918        | 1,28         |             |             |
|                | Nathalie Arthaud      | 4 918        | 0,71         |             |             |
|                | Jacques Cheminade     | 1 671        | 0,24         |             |             |
|                | François Bayrou       | 54 446       | 7,83         |             |             |
|                | Nicolas Dupont-Aignan | 12 445       | 1,79         |             |             |
|                | François Hollande     | 204 448      | 29,40        | 366 616     | 54,94       |
|                |                       |              |              |             |             |
| Inscrits       | Inscrits              | 876 165      | 100,00       | 876 129     | 100,00      |
| Abstentions    | Abstentions           | 167 294      | 19,09        | 165 499     | 18,89       |
| Votants        | Votants               | 708 871      | 80,91        | 710 630     | 81,11       |
| Blancs et nuls | Blancs et nuls        | 13 470       | 1,90         | 43 357      | 6,10        |
| Exprimés       | Exprimés              | 695 401      | 98,10        | 667 273     | 93,90       |

### Seine-et-Marne
Source : Ministère de l'Intérieur - Seine-et-Marne (Ile-de-France) 
| Candidat       | Candidat              | Premier tour | Premier tour | Second tour | Second tour |
| Candidat       | Candidat              | Voix         | %            | Voix        | %           |
| -------------- | --------------------- | ------------ | ------------ | ----------- | ----------- |
|                | Eva Joly              | 12 684       | 1,96         |             |             |
|                | Marine Le Pen         | 126 889      | 19,65        |             |             |
|                | Nicolas Sarkozy       | 176 116      | 27,27        | 325 147     | 50,75       |
|                | Jean-Luc Mélenchon    | 71 097       | 11,01        |             |             |
|                | Philippe Poutou       | 6 584        | 1,02         |             |             |
|                | Nathalie Arthaud      | 2 995        | 0,46         |             |             |
|                | Jacques Cheminade     | 1 654        | 0,26         |             |             |
|                | François Bayrou       | 55 187       | 8,55         |             |             |
|                | Nicolas Dupont-Aignan | 14 055       | 2,18         |             |             |
|                | François Hollande     | 178 537      | 27,65        | 315 576     | 49,25       |
|                |                       |              |              |             |             |
| Inscrits       | Inscrits              | 843 673      | 100,00       | 843 992     | 100,00      |
| Abstentions    | Abstentions           | 186 397      | 22,09        | 164 253     | 19,46       |
| Votants        | Votants               | 657 276      | 77,91        | 679 739     | 80,54       |
| Blancs et nuls | Blancs et nuls        | 11 478       | 1,75         | 39 016      | 5,74        |
| Exprimés       | Exprimés              | 645 798      | 98,25        | 640 723     | 94,26       |

### Yvelines
Source : Ministère de l'Intérieur - Yvelines (Île-de-France) 
| Candidat       | Candidat              | Premier tour | Premier tour | Second tour | Second tour |
| Candidat       | Candidat              | Voix         | %            | Voix        | %           |
| -------------- | --------------------- | ------------ | ------------ | ----------- | ----------- |
|                | Eva Joly              | 17 974       | 2,50         |             |             |
|                | Marine Le Pen         | 89 491       | 12,44        |             |             |
|                | Nicolas Sarkozy       | 246 328      | 34,24        | 395 683     | 54,30       |
|                | Jean-Luc Mélenchon    | 65 520       | 9,11         |             |             |
|                | Philippe Poutou       | 5 720        | 0,80         |             |             |
|                | Nathalie Arthaud      | 2 505        | 0,35         |             |             |
|                | Jacques Cheminade     | 2 008        | 0,28         |             |             |
|                | François Bayrou       | 80 848       | 11,24        |             |             |
|                | Nicolas Dupont-Aignan | 12 434       | 1,73         |             |             |
|                | François Hollande     | 196 485      | 27,32        | 333 079     | 45,70       |
|                |                       |              |              |             |             |
| Inscrits       | Inscrits              | 926 619      | 100,00       | 926 633     | 100,00      |
| Abstentions    | Abstentions           | 196 240      | 21,18        | 164 228     | 17,72       |
| Votants        | Votants               | 730 379      | 78,82        | 762 405     | 82,28       |
| Blancs et nuls | Blancs et nuls        | 11 066       | 1,52         | 33 643      | 4,41        |
| Exprimés       | Exprimés              | 719 313      | 98,48        | 728 762     | 95,59       |

### Deux-Sèvres
Source : Ministère de l'Intérieur - Deux-Sèvres (Poitou-Charentes)
| Candidat       | Candidat              | Premier tour | Premier tour | Second tour | Second tour |
| Candidat       | Candidat              | Voix         | %            | Voix        | %           |
| -------------- | --------------------- | ------------ | ------------ | ----------- | ----------- |
|                | Eva Joly              | 4 480        | 2,02         |             |             |
|                | Marine Le Pen         | 30 077       | 13,57        |             |             |
|                | Nicolas Sarkozy       | 55 462       | 25,01        | 91 527      | 42,69       |
|                | Jean-Luc Mélenchon    | 22 709       | 10,24        |             |             |
|                | Philippe Poutou       | 3 550        | 1,6          |             |             |
|                | Nathalie Arthaud      | 1 612        | 0,73         |             |             |
|                | Jacques Cheminade     | 567          | 0,26         |             |             |
|                | François Bayrou       | 24 395       | 11           |             |             |
|                | Nicolas Dupont-Aignan | 4 952        | 2,23         |             |             |
|                | François Hollande     | 73 911       | 33,34        | 122 858     | 57,31       |
|                |                       |              |              |             |             |
| Inscrits       | Inscrits              | 270 711      | 100,00       | 270 641     | 100,00      |
| Abstentions    | Abstentions           | 43 596       | 16,10        | 42 772      | 15,80       |
| Votants        | Votants               | 227 115      | 83,90        | 227 869     | 84,20       |
| Blancs et nuls | Blancs et nuls        | 5 400        | 2,38         | 13 484      | 5,92        |
| Exprimés       | Exprimés              | 221 715      | 97,62        | 214 385     | 94,08       |

### Somme
| |  | |
| Candidat arrivé en tête dans les communes de la Somme au 1er tour :François HollandeNicolas SarkozyMarine Le PenJean-Luc MélenchonFrançois Bayrou |  | Candidat arrivé en tête dans les communes de la Somme au 2e tour : François HollandeNicolas Sarkozy |

Source : Ministère de l'Intérieur - Somme (Picardie) 
| Candidat       | Candidat              | Premier tour | Premier tour | Second tour | Second tour |
| Candidat       | Candidat              | Voix         | %            | Voix        | %           |
| -------------- | --------------------- | ------------ | ------------ | ----------- | ----------- |
|                | Eva Joly              | 4 031        | 1,22         |             |             |
|                | Marine Le Pen         | 78 250       | 23,77        |             |             |
|                | Nicolas Sarkozy       | 78 680       | 23,90        | 142 894     | 45,59       |
|                | Jean-Luc Mélenchon    | 36 213       | 11           |             |             |
|                | Philippe Poutou       | 4 222        | 1,28         |             |             |
|                | Nathalie Arthaud      | 2 917        | 0,89         |             |             |
|                | Jacques Cheminade     | 726          | 0,22         |             |             |
|                | François Bayrou       | 24 066       | 7,31         |             |             |
|                | Nicolas Dupont-Aignan | 6 653        | 2,02         |             |             |
|                | François Hollande     | 93 379       | 28,37        | 170 529     | 54,41       |
|                |                       |              |              |             |             |
| Inscrits       | Inscrits              | 409 444      | 100,00       | 409 366     | 100,00      |
| Abstentions    | Abstentions           | 74 295       | 18,15        | 73 189      | 17,88       |
| Votants        | Votants               | 335 149      | 81,85        | 336 177     | 82,12       |
| Blancs et nuls | Blancs et nuls        | 6 012        | 1,79         | 22 754      | 6,77        |
| Exprimés       | Exprimés              | 329 137      | 98,21        | 313 423     | 93,23       |

### Tarn
Source : Ministère de l'Intérieur - Tarn (Midi-Pyrénées)
| Candidat       | Candidat              | Premier tour | Premier tour | Second tour | Second tour |
| Candidat       | Candidat              | Voix         | %            | Voix        | %           |
| -------------- | --------------------- | ------------ | ------------ | ----------- | ----------- |
|                | Eva Joly              | 5 064        | 2,14         |             |             |
|                | Marine Le Pen         | 44 806       | 18,93        |             |             |
|                | Nicolas Sarkozy       | 55 099       | 23,28        | 100 111     | 44,45       |
|                | Jean-Luc Mélenchon    | 28 800       | 12,17        |             |             |
|                | Philippe Poutou       | 2 962        | 1,25         |             |             |
|                | Nathalie Arthaud      | 1 212        | 0,51         |             |             |
|                | Jacques Cheminade     | 550          | 0,23         |             |             |
|                | François Bayrou       | 21 724       | 9,18         |             |             |
|                | Nicolas Dupont-Aignan | 3 850        | 1,63         |             |             |
|                | François Hollande     | 72 647       | 30,69        | 125 133     | 55,55       |
|                |                       |              |              |             |             |
| Inscrits       | Inscrits              | 283 884      | 100,00       | 283 870     | 100,00      |
| Abstentions    | Abstentions           | 41 824       | 14,73        | 41 760      | 14,71       |
| Votants        | Votants               | 242 060      | 85,27        | 242 110     | 85,29       |
| Blancs et nuls | Blancs et nuls        | 5 346        | 2,21         | 16 866      | 6,97        |
| Exprimés       | Exprimés              | 236 714      | 97,79        | 225 244     | 93,03       |

### Tarn-et-Garonne
Source : Ministère de l'Intérieur - Tarn-et-Garonne (Midi-Pyrénées) 
| Candidat       | Candidat              | Premier tour | Premier tour | Second tour | Second tour |
| Candidat       | Candidat              | Voix         | %            | Voix        | %           |
| -------------- | --------------------- | ------------ | ------------ | ----------- | ----------- |
|                | Eva Joly              | 2 867        | 1,97         |             |             |
|                | Marine Le Pen         | 32 228       | 22,1         |             |             |
|                | Nicolas Sarkozy       | 36 666       | 25,14        | 67 707      | 48,75       |
|                | Jean-Luc Mélenchon    | 16 313       | 11,19        |             |             |
|                | Philippe Poutou       | 1 769        | 1,21         |             |             |
|                | Nathalie Arthaud      | 698          | 0,48         |             |             |
|                | Jacques Cheminade     | 367          | 0,25         |             |             |
|                | François Bayrou       | 12 075       | 8,28         |             |             |
|                | Nicolas Dupont-Aignan | 2 564        | 1,76         |             |             |
|                | François Hollande     | 40 297       | 27,63        | 71 186      | 51,25       |
|                |                       |              |              |             |             |
| Inscrits       | Inscrits              | 175 312      | 100,00       | 175 337     | 100,00      |
| Abstentions    | Abstentions           | 26 302       | 15,00        | 26 661      | 15,21       |
| Votants        | Votants               | 149 010      | 85,00        | 148 676     | 84,79       |
| Blancs et nuls | Blancs et nuls        | 3 166        | 2,12         | 9 783       | 6,58        |
| Exprimés       | Exprimés              | 145 844      | 97,88        | 138 893     | 93,42       |

### Var
Source : Ministère de l'Intérieur - Var (PACA) 
| |  | |
| Candidat arrivé en tête dans les communes du Var au 1ertour :François HollandeNicolas SarkozyMarine Le PenÉgalité entre François Hollande et Nicolas Sarkozy |  | Candidat arrivé en tête dans les communes du Var au 2e tour : François HollandeNicolas SarkozyÉgalité |

| Candidat       | Candidat              | Premier tour | Premier tour | Second tour | Second tour |
| Candidat       | Candidat              | Voix         | %            | Voix        | %           |
| -------------- | --------------------- | ------------ | ------------ | ----------- | ----------- |
|                | Eva Joly              | 11 334       | 1,89         |             |             |
|                | Marine Le Pen         | 149 187      | 24,83        |             |             |
|                | Nicolas Sarkozy       | 209 233      | 34,83        | 364 466     | 62,64       |
|                | Jean-Luc Mélenchon    | 54 553       | 9,08         |             |             |
|                | Philippe Poutou       | 5 239        | 0,87         |             |             |
|                | Nathalie Arthaud      | 2 094        | 0,35         |             |             |
|                | Jacques Cheminade     | 1 254        | 0,21         |             |             |
|                | François Bayrou       | 40 004       | 6,66         |             |             |
|                | Nicolas Dupont-Aignan | 9 809        | 1,63         |             |             |
|                | François Hollande     | 118 023      | 19,65        | 217 384     | 37,36       |
|                |                       |              |              |             |             |
| Inscrits       | Inscrits              | 757 180      | 100,00       | 757 310     | 100,00      |
| Abstentions    | Abstentions           | 147 017      | 19,42        | 141 483     | 18,68       |
| Votants        | Votants               | 610 163      | 80,58        | 615 827     | 81,32       |
| Blancs et nuls | Blancs et nuls        | 9 433        | 1,55         | 33 977      | 5,52        |
| Exprimés       | Exprimés              | 600 730      | 98,45        | 581 850     | 94,48       |

### Vaucluse
Source : Ministère de l'Intérieur - Vaucluse (PACA) 
| |  | |
| Candidat arrivé en tête dans les communes du Vaucluse au 1ertour :François HollandeNicolas SarkozyMarine Le PenÉgalité entre Marine Le Pen et Nicolas Sarkozy |  | Candidat arrivé en tête dans les communes du Vaucluse au 2e tour : François HollandeNicolas SarkozyÉgalité |

| Candidat       | Candidat              | Premier tour | Premier tour | Second tour | Second tour |
| Candidat       | Candidat              | Voix         | %            | Voix        | %           |
| -------------- | --------------------- | ------------ | ------------ | ----------- | ----------- |
|                | Eva Joly              | 7 062        | 2,26         |             |             |
|                | Marine Le Pen         | 84 585       | 27,03        |             |             |
|                | Nicolas Sarkozy       | 85 898       | 27,45        | 168 758     | 56,43       |
|                | Jean-Luc Mélenchon    | 34 879       | 11,15        |             |             |
|                | Philippe Poutou       | 2 981        | 0,95         |             |             |
|                | Nathalie Arthaud      | 1 207        | 0,39         |             |             |
|                | Jacques Cheminade     | 650          | 0,21         |             |             |
|                | François Bayrou       | 21 070       | 6,73         |             |             |
|                | Nicolas Dupont-Aignan | 4 679        | 1,5          |             |             |
|                | François Hollande     | 69 878       | 22,33        | 130 281     | 43,57       |
|                |                       |              |              |             |             |
| Inscrits       | Inscrits              | 388 052      | 100,00       | 388 058     | 100,00      |
| Abstentions    | Abstentions           | 69 617       | 17,94        | 68 933      | 17,76       |
| Votants        | Votants               | 318 435      | 82,06        | 319 125     | 82,24       |
| Blancs et nuls | Blancs et nuls        | 5 546        | 1,74         | 20 086      | 6,29        |
| Exprimés       | Exprimés              | 312 889      | 98,26        | 299 039     | 93,71       |

### Vendée
Source : Ministère de l'Intérieur - Vendée (Poitou-Charentes)
| Candidat       | Candidat              | Premier tour | Premier tour | Second tour | Second tour |
| Candidat       | Candidat              | Voix         | %            | Voix        | %           |
| -------------- | --------------------- | ------------ | ------------ | ----------- | ----------- |
|                | Eva Joly              | 7 652        | 1,88         |             |             |
|                | Marine Le Pen         | 61 859       | 15,18        |             |             |
|                | Nicolas Sarkozy       | 133 985      | 32,89        | 217 484     | 55,60       |
|                | Jean-Luc Mélenchon    | 34 471       | 8,46         |             |             |
|                | Philippe Poutou       | 5 893        | 1,45         |             |             |
|                | Nathalie Arthaud      | 2 584        | 0,63         |             |             |
|                | Jacques Cheminade     | 973          | 0,24         |             |             |
|                | François Bayrou       | 49 402       | 12,13        |             |             |
|                | Nicolas Dupont-Aignan | 9 486        | 2,33         |             |             |
|                | François Hollande     | 101 079      | 24,81        | 173 686     | 44,40       |
|                |                       |              |              |             |             |
| Inscrits       | Inscrits              | 488 819      | 100,00       | 488 788     | 100,00      |
| Abstentions    | Abstentions           | 71 717       | 14,67        | 73 119      | 14,96       |
| Votants        | Votants               | 417 101      | 85,33        | 415 669     | 85,04       |
| Blancs et nuls | Blancs et nuls        | 9 718        | 2,33         | 24 499      | 5,89        |
| Exprimés       | Exprimés              | 407 383      | 97,67        | 391 170     | 94,11       |

### Vienne
Source : Ministère de l'Intérieur - Vienne (Poitou-Charentes) 
| Candidat       | Candidat              | Premier tour | Premier tour | Second tour | Second tour |
| Candidat       | Candidat              | Voix         | %            | Voix        | %           |
| -------------- | --------------------- | ------------ | ------------ | ----------- | ----------- |
|                | Eva Joly              | 5 335        | 2,17         |             |             |
|                | Marine Le Pen         | 40 321       | 16,41        |             |             |
|                | Nicolas Sarkozy       | 60 188       | 24,5         | 100 977     | 42,84       |
|                | Jean-Luc Mélenchon    | 27 037       | 11           |             |             |
|                | Philippe Poutou       | 3 321        | 1,35         |             |             |
|                | Nathalie Arthaud      | 1 741        | 0,71         |             |             |
|                | Jacques Cheminade     | 553          | 0,23         |             |             |
|                | François Bayrou       | 23 565       | 9,59         |             |             |
|                | Nicolas Dupont-Aignan | 5 038        | 2,05         |             |             |
|                | François Hollande     | 78 591       | 31,99        | 134 754     | 57,16       |
|                |                       |              |              |             |             |
| Inscrits       | Inscrits              | 303 653      | 100,00       | 303 613     | 100,00      |
| Abstentions    | Abstentions           | 52 557       | 17,31        | 52 472      | 17,28       |
| Votants        | Votants               | 251 096      | 82,69        | 251 141     | 82,72       |
| Blancs et nuls | Blancs et nuls        | 5 406        | 2,15         | 15 410      | 6,14        |
| Exprimés       | Exprimés              | 245 690      | 97,85        | 235 731     | 93,86       |

### Haute-Vienne
Source : Ministère de l'Intérieur - Haute-Vienne (Limousin)
| Candidat       | Candidat              | Premier tour | Premier tour | Second tour | Second tour |
| Candidat       | Candidat              | Voix         | %            | Voix        | %           |
| -------------- | --------------------- | ------------ | ------------ | ----------- | ----------- |
|                | Eva Joly              | 3 925        | 1,8          |             |             |
|                | Marine Le Pen         | 35 821       | 16,44        |             |             |
|                | Nicolas Sarkozy       | 43 225       | 19,83        | 75 095      | 36,01       |
|                | Jean-Luc Mélenchon    | 31 304       | 14,36        |             |             |
|                | Philippe Poutou       | 2 641        | 1,21         |             |             |
|                | Nathalie Arthaud      | 1 435        | 0,66         |             |             |
|                | Jacques Cheminade     | 516          | 0,24         |             |             |
|                | François Bayrou       | 17 189       | 7,89         |             |             |
|                | Nicolas Dupont-Aignan | 3 634        | 1,66         |             |             |
|                | François Hollande     | 78 249       | 35,90        | 133 467     | 63,99       |
|                |                       |              |              |             |             |
| Inscrits       | Inscrits              | 264 914      | 100,00       | 264 859     | 100,00      |
| Abstentions    | Abstentions           | 41 025       | 15,49        | 40 843      | 15,42       |
| Votants        | Votants               | 223 889      | 84,51        | 224 016     | 84,58       |
| Blancs et nuls | Blancs et nuls        | 5 950        | 2,66         | 15 454      | 6,90        |
| Exprimés       | Exprimés              | 217 939      | 97,34        | 208 562     | 93,10       |

### Vosges
Source : Ministère de l'Intérieur - Vosges (Lorraine)
| Candidat       | Candidat              | Premier tour | Premier tour | Second tour | Second tour |
| Candidat       | Candidat              | Voix         | %            | Voix        | %           |
| -------------- | --------------------- | ------------ | ------------ | ----------- | ----------- |
|                | Eva Joly              | 4 026        | 1,76         |             |             |
|                | Marine Le Pen         | 55 339       | 24,18        |             |             |
|                | Nicolas Sarkozy       | 57 964       | 25,32        | 109 404     | 50,94       |
|                | Jean-Luc Mélenchon    | 22 162       | 9,68         |             |             |
|                | Philippe Poutou       | 3 573        | 1,56         |             |             |
|                | Nathalie Arthaud      | 1 716        | 0,75         |             |             |
|                | Jacques Cheminade     | 661          | 0,29         |             |             |
|                | François Bayrou       | 21 516       | 9,4          |             |             |
|                | Nicolas Dupont-Aignan | 5 450        | 2,38         |             |             |
|                | François Hollande     | 56 495       | 24,68        | 105 371     | 49,06       |
|                |                       |              |              |             |             |
| Inscrits       | Inscrits              | 285 410      | 100,00       | 285 407     | 100,00      |
| Abstentions    | Abstentions           | 51 334       | 17,99        | 51 553      | 18,06       |
| Votants        | Votants               | 234 076      | 82,01        | 233 854     | 81,94       |
| Blancs et nuls | Blancs et nuls        | 5 174        | 2,21         | 19 079      | 8,16        |
| Exprimés       | Exprimés              | 228 902      | 97,79        | 214 775     | 91,84       |

### Yonne
Source : Ministère de l'Intérieur - Yonne (Bourgogne)
| Candidat       | Candidat              | Premier tour | Premier tour | Second tour | Second tour |
| Candidat       | Candidat              | Voix         | %            | Voix        | %           |
| -------------- | --------------------- | ------------ | ------------ | ----------- | ----------- |
|                | Eva Joly              | 3 426        | 1,76         |             |             |
|                | Marine Le Pen         | 46 057       | 23,68        |             |             |
|                | Nicolas Sarkozy       | 53 719       | 27,62        | 98 122      | 53,12       |
|                | Jean-Luc Mélenchon    | 19 540       | 10,05        |             |             |
|                | Philippe Poutou       | 2 477        | 1,27         |             |             |
|                | Nathalie Arthaud      | 1 324        | 0,68         |             |             |
|                | Jacques Cheminade     | 484          | 0,25         |             |             |
|                | François Bayrou       | 16 472       | 8,47         |             |             |
|                | Nicolas Dupont-Aignan | 4 310        | 2,22         |             |             |
|                | François Hollande     | 46 667       | 24           | 86 610      | 46,88       |
|                |                       |              |              |             |             |
| Inscrits       | Inscrits              | 245 258      | 100,00       | 245 241     | 100,00      |
| Abstentions    | Abstentions           | 47 235       | 19,26        | 46 892      | 19,12       |
| Votants        | Votants               | 198 023      | 80,74        | 198 349     | 80,88       |
| Blancs et nuls | Blancs et nuls        | 3 547        | 1,79         | 13 617      | 6,87        |
| Exprimés       | Exprimés              | 194 476      | 98,21        | 184 732     | 93,13       |

### Territoire de Belfort
Source : Ministère de l'Intérieur - Territoire de Belfort (Franche-Comté)
| Candidat       | Candidat              | Premier tour | Premier tour | Second tour | Second tour |
| Candidat       | Candidat              | Voix         | %            | Voix        | %           |
| -------------- | --------------------- | ------------ | ------------ | ----------- | ----------- |
|                | Eva Joly              | 1 516        | 2,02         |             |             |
|                | Marine Le Pen         | 17 786       | 23,74        |             |             |
|                | Nicolas Sarkozy       | 17 891       | 23,88        | 35 123      | 49,48       |
|                | Jean-Luc Mélenchon    | 8 547        | 11,41        |             |             |
|                | Philippe Poutou       | 988          | 1,32         |             |             |
|                | Nathalie Arthaud      | 523          | 0,7          |             |             |
|                | Jacques Cheminade     | 215          | 0,29         |             |             |
|                | François Bayrou       | 6 630        | 8,85         |             |             |
|                | Nicolas Dupont-Aignan | 1 343        | 1,79         |             |             |
|                | François Hollande     | 19 484       | 26,01        | 35 866      | 50,52       |
|                |                       |              |              |             |             |
| Inscrits       | Inscrits              | 94 889       | 100,00       | 94 858      | 100,00      |
| Abstentions    | Abstentions           | 18 382       | 19,37        | 17 995      | 18,97       |
| Votants        | Votants               | 76 507       | 80,63        | 76 863      | 81,03       |
| Blancs et nuls | Blancs et nuls        | 1 584        | 2,07         | 5 874       | 7,64        |
| Exprimés       | Exprimés              | 74 923       | 97,93        | 70 989      | 92,36       |

### Essonne
Source : Ministère de l'Intérieur - Essonne (Ile-de-France) 
| Candidat       | Candidat              | Premier tour | Premier tour | Second tour | Second tour |
| Candidat       | Candidat              | Voix         | %            | Voix        | %           |
| -------------- | --------------------- | ------------ | ------------ | ----------- | ----------- |
|                | Eva Joly              | 14 027       | 2,35         |             |             |
|                | Marine Le Pen         | 90 760       | 15,2         |             |             |
|                | Nicolas Sarkozy       | 152 079      | 25,46        | 276 859     | 46,57       |
|                | Jean-Luc Mélenchon    | 73 240       | 12,26        |             |             |
|                | Philippe Poutou       | 5 591        | 0,94         |             |             |
|                | Nathalie Arthaud      | 2 462        | 0,41         |             |             |
|                | Jacques Cheminade     | 1 456        | 0,24         |             |             |
|                | François Bayrou       | 55 738       | 9,33         |             |             |
|                | Nicolas Dupont-Aignan | 20 392       | 3,41         |             |             |
|                | François Hollande     | 181 506      | 30,39        | 317 663     | 53,43       |
|                |                       |              |              |             |             |
| Inscrits       | Inscrits              | 767 292      | 100,00       | 767 568     | 100,00      |
| Abstentions    | Abstentions           | 159 764      | 20,82        | 140 116     | 18,25       |
| Votants        | Votants               | 607 528      | 79,18        | 627 452     | 81,75       |
| Blancs et nuls | Blancs et nuls        | 10 277       | 1,69         | 32 930      | 5,25        |
| Exprimés       | Exprimés              | 597 251      | 98,31        | 594 522     | 94,75       |

### Hauts-de-Seine
Source : Ministère de l'Intérieur - Hauts-de-Seine (Ile-de-France) 
| Candidat       | Candidat              | Premier tour | Premier tour | Second tour | Second tour |
| Candidat       | Candidat              | Voix         | %            | Voix        | %           |
| -------------- | --------------------- | ------------ | ------------ | ----------- | ----------- |
|                | Eva Joly              | 20 086       | 2,74         |             |             |
|                | Marine Le Pen         | 62 447       | 8,51         |             |             |
|                | Nicolas Sarkozy       | 256 570      | 34,97        | 376 816     | 50,52       |
|                | Jean-Luc Mélenchon    | 75 911       | 10,35        |             |             |
|                | Philippe Poutou       | 5 031        | 0,69         |             |             |
|                | Nathalie Arthaud      | 2 187        | 0,3          |             |             |
|                | Jacques Cheminade     | 1 939        | 0,26         |             |             |
|                | François Bayrou       | 78 397       | 10,69        |             |             |
|                | Nicolas Dupont-Aignan | 9 851        | 1,34         |             |             |
|                | François Hollande     | 221 233      | 30,16        | 369 128     | 49,48       |
|                |                       |              |              |             |             |
| Inscrits       | Inscrits              | 938 538      | 100,00       | 939 121     | 100,00      |
| Abstentions    | Abstentions           | 193 160      | 20,58        | 162 051     | 17,26       |
| Votants        | Votants               | 745 378      | 79,42        | 777 070     | 82,74       |
| Blancs et nuls | Blancs et nuls        | 11 726       | 1,57         | 31 126      | 4,04        |
| Exprimés       | Exprimés              | 733 652      | 98,43        | 745 944     | 95,99       |

### Seine-Saint-Denis
Source : Ministère de l'Intérieur - Seine-Saint-Denis (Île-de-France) 
| Candidat       | Candidat              | Premier tour | Premier tour | Second tour | Second tour |
| Candidat       | Candidat              | Voix         | %            | Voix        | %           |
| -------------- | --------------------- | ------------ | ------------ | ----------- | ----------- |
|                | Eva Joly              | 11 781       | 2,21         |             |             |
|                | Marine Le Pen         | 72 335       | 13,55        |             |             |
|                | Nicolas Sarkozy       | 104 010      | 19,48        | 187 562     | 34,68       |
|                | Jean-Luc Mélenchon    | 90 710       | 16,99        |             |             |
|                | Philippe Poutou       | 4 936        | 0,92         |             |             |
|                | Nathalie Arthaud      | 2 708        | 0,51         |             |             |
|                | Jacques Cheminade     | 1 259        | 0,24         |             |             |
|                | François Bayrou       | 32 661       | 6,12         |             |             |
|                | Nicolas Dupont-Aignan | 6 978        | 1,31         |             |             |
|                | François Hollande     | 206 537      | 38,68        | 353 260     | 65,32       |
|                |                       |              |              |             |             |
| Inscrits       | Inscrits              | 740 536      | 100,00       | 740 925     | 100,00      |
| Abstentions    | Abstentions           | 196 517      | 26,54        | 174 541     | 23,56       |
| Votants        | Votants               | 544 019      | 73,46        | 566 384     | 76,44       |
| Blancs et nuls | Blancs et nuls        | 10 104       | 1,86         | 25 562      | 4,51        |
| Exprimés       | Exprimés              | 533 915      | 98,14        | 540 822     | 95,49       |

### Val-de-Marne
Source : Ministère de l'Intérieur - Val-de-Marne (Ile-de-France) 
| [[Image:Résultats 1er tour de la présidentielle 2012 dans le Val-de-Marne.png\|200px\|Candidat arrivé en tête au 1er tour dans chaque commune : François HollandeNicolas Sarkozy | alt=]] |                                                                                           | [[Image:Résultats 2nd tour de la présidentielle 2012 dans le Val-de-Marne.png\|200px\|Candidat arrivé en tête au 1er tour dans chaque commune : François HollandeNicolas Sarkozy | alt=]] |
| Candidat arrivé en tête au 1er tour dans chaque commune : François HollandeNicolas Sarkozy                                                                                       |        | Candidat arrivé en tête au 2e tour dans chaque commune : François HollandeNicolas Sarkozy | |        |

| Candidat       | Candidat              | Premier tour | Premier tour | Second tour | Second tour |
| Candidat       | Candidat              | Voix         | %            | Voix        | %           |
| -------------- | --------------------- | ------------ | ------------ | ----------- | ----------- |
|                | Eva Joly              | 15 392       | 2,63         |             |             |
|                | Marine Le Pen         | 69 399       | 11,86        |             |             |
|                | Nicolas Sarkozy       | 155 552      | 26,57        | 256 900     | 43,52       |
|                | Jean-Luc Mélenchon    | 81 950       | 14           |             |             |
|                | Philippe Poutou       | 4 946        | 0,84         |             |             |
|                | Nathalie Arthaud      | 2 217        | 0,38         |             |             |
|                | Jacques Cheminade     | 1 498        | 0,26         |             |             |
|                | François Bayrou       | 51 892       | 8,86         |             |             |
|                | Nicolas Dupont-Aignan | 9 735        | 1,66         |             |             |
|                | François Hollande     | 192 781      | 32,93        | 333 347     | 56,48       |
|                |                       |              |              |             |             |
| Inscrits       | Inscrits              | 767 571      | 100,00       | 767 965     | 100,00      |
| Abstentions    | Abstentions           | 172 708      | 22,50        | 150 029     | 19,54       |
| Votants        | Votants               | 594 863      | 77,50        | 617 936     | 80,46       |
| Blancs et nuls | Blancs et nuls        | 9 501        | 1,60         | 27 689      | 4,48        |
| Exprimés       | Exprimés              | 585 362      | 98,40        | 590 247     | 95,52       |

### Val-d'Oise
Source : Ministère de l'Intérieur - Val-d'Oise (Ile-de-France) 
| Candidat       | Candidat              | Premier tour | Premier tour | Second tour | Second tour |
| Candidat       | Candidat              | Voix         | %            | Voix        | %           |
| -------------- | --------------------- | ------------ | ------------ | ----------- | ----------- |
|                | Eva Joly              | 10 907       | 2,05         |             |             |
|                | Marine Le Pen         | 83 102       | 15,6         |             |             |
|                | Nicolas Sarkozy       | 139 863      | 26,25        | 247 541     | 46,09       |
|                | Jean-Luc Mélenchon    | 63 679       | 11,95        |             |             |
|                | Philippe Poutou       | 5 109        | 0,96         |             |             |
|                | Nathalie Arthaud      | 2 340        | 0,44         |             |             |
|                | Jacques Cheminade     | 1 325        | 0,25         |             |             |
|                | François Bayrou       | 44 683       | 8,39         |             |             |
|                | Nicolas Dupont-Aignan | 9 049        | 1,7          |             |             |
|                | François Hollande     | 172 658      | 32,41        | 289 520     | 53,91       |
|                |                       |              |              |             |             |
| Inscrits       | Inscrits              | 704 810      | 100,00       | 704 950     | 100,00      |
| Abstentions    | Abstentions           | 162 343      | 23,03        | 140 400     | 19,92       |
| Votants        | Votants               | 542 467      | 76,97        | 564 550     | 80,08       |
| Blancs et nuls | Blancs et nuls        | 9 752        | 1,80         | 27 489      | 4,87        |
| Exprimés       | Exprimés              | 532 715      | 98,20        | 537 061     | 95,13       |

## Hors métropole

### (DOM 971)Guadeloupe
Source : Ministère de l'Intérieur - Guadeloupe
| Candidat       | Candidat              | Premier tour | Premier tour | Second tour | Second tour |
| Candidat       | Candidat              | Voix         | %            | Voix        | %           |
| -------------- | --------------------- | ------------ | ------------ | ----------- | ----------- |
|                | Eva Joly              | 2 134        | 1,47         |             |             |
|                | Marine Le Pen         | 7 486        | 5,16         |             |             |
|                | Nicolas Sarkozy       | 33 973       | 23,4         | 48 271      | 28,06       |
|                | Jean-Luc Mélenchon    | 7 806        | 5,38         |             |             |
|                | Philippe Poutou       | 1 151        | 0,79         |             |             |
|                | Nathalie Arthaud      | 1 335        | 0,92         |             |             |
|                | Jacques Cheminade     | 441          | 0,3          |             |             |
|                | François Bayrou       | 6 861        | 4,73         |             |             |
|                | Nicolas Dupont-Aignan | 1 237        | 0,85         |             |             |
|                | François Hollande     | 82 735       | 57           | 123 737     | 71,94       |
|                |                       |              |              |             |             |
| Inscrits       | Inscrits              | 298 108      | 100,00       | 298 169     | 100,00      |
| Abstentions    | Abstentions           | 141 585      | 47,49        | 112 867     | 37,85       |
| Votants        | Votants               | 156 523      | 52,51        | 185 302     | 62,15       |
| Blancs et nuls | Blancs et nuls        | 11 364       | 7,26         | 13 294      | 7,17        |
| Exprimés       | Exprimés              | 145 159      | 92,74        | 172 008     | 92,83       |

### (DOM 972)Martinique
Source : Ministère de l'Intérieur - Martinique
| [[Image:Résultats 1er tour de la présidentielle 2012 à la Martinique.png\|200px\|Candidat arrivé en tête au 1er tour dans chaque commune : François HollandeNicolas Sarkozy | alt=]] |                                                                                           | [[Image:Résultats 2nd tour de la présidentielle 2012 à la Martinique.png\|200px\|Candidat arrivé en tête au 1er tour dans chaque commune : François HollandeNicolas Sarkozy | alt=]] |
| Candidat arrivé en tête au 1er tour dans chaque commune : François HollandeNicolas Sarkozy                                                                                  |        | Candidat arrivé en tête au 2e tour dans chaque commune : François HollandeNicolas Sarkozy | |        |

| Candidat       | Candidat              | Premier tour | Premier tour | Second tour | Second tour |
| Candidat       | Candidat              | Voix         | %            | Voix        | %           |
| -------------- | --------------------- | ------------ | ------------ | ----------- | ----------- |
|                | Eva Joly              | 2 275        | 1,56         |             |             |
|                | Marine Le Pen         | 6 960        | 4,76         |             |             |
|                | Nicolas Sarkozy       | 38 443       | 26,28        | 52 829      | 31,57       |
|                | Jean-Luc Mélenchon    | 8 600        | 5,88         |             |             |
|                | Philippe Poutou       | 1 712        | 1,17         |             |             |
|                | Nathalie Arthaud      | 1 442        | 0,99         |             |             |
|                | Jacques Cheminade     | 560          | 0,38         |             |             |
|                | François Bayrou       | 8 681        | 5,93         |             |             |
|                | Nicolas Dupont-Aignan | 1 563        | 1,07         |             |             |
|                | François Hollande     | 76 034       | 51,98        | 114 527     | 68,43       |
|                |                       |              |              |             |             |
| Inscrits       | Inscrits              | 302 903      | 100,00       | 302 712     | 100,00      |
| Abstentions    | Abstentions           | 144 126      | 47,58        | 121 764     | 40,22       |
| Votants        | Votants               | 158 777      | 52,42        | 180 948     | 59,78       |
| Blancs et nuls | Blancs et nuls        | 12 507       | 7,88         | 13 592      | 7,51        |
| Exprimés       | Exprimés              | 146 270      | 92,12        | 167 356     | 92,49       |

### (DOM 973)Guyane
Source : Ministère de l'Intérieur - Guyane
| [[Image:Résultats 1er et 2nd tour de la présidentielle de 2012 en Guyane.png\|200px\|Candidat arrivé en tête au 1er tour dans chaque commune : François HollandeNicolas Sarkozy | alt=]] |                                                                                           | [[Image:Résultats 1er et 2nd tour de la présidentielle de 2012 en Guyane.png\|200px\|Candidat arrivé en tête au 1er tour dans chaque commune : François HollandeNicolas Sarkozy | alt=]] |
| Candidat arrivé en tête au 1er tour dans chaque commune : François HollandeNicolas Sarkozy                                                                                      |        | Candidat arrivé en tête au 2e tour dans chaque commune : François HollandeNicolas Sarkozy | |        |

| Candidat       | Candidat              | Premier tour | Premier tour | Second tour | Second tour |
| Candidat       | Candidat              | Voix         | %            | Voix        | %           |
| -------------- | --------------------- | ------------ | ------------ | ----------- | ----------- |
|                | Eva Joly              | 843          | 2,25         |             |             |
|                | Marine Le Pen         | 3 920        | 10,48        |             |             |
|                | Nicolas Sarkozy       | 10 174       | 27,19        | 15 830      | 37,95       |
|                | Jean-Luc Mélenchon    | 2 952        | 7,89         |             |             |
|                | Philippe Poutou       | 479          | 1,28         |             |             |
|                | Nathalie Arthaud      | 208          | 0,56         |             |             |
|                | Jacques Cheminade     | 148          | 0,4          |             |             |
|                | François Bayrou       | 2 329        | 6,23         |             |             |
|                | Nicolas Dupont-Aignan | 416          | 1,11         |             |             |
|                | François Hollande     | 15 943       | 42,61        | 25 880      | 62,05       |
|                |                       |              |              |             |             |
| Inscrits       | Inscrits              | 76 874       | 100,00       | 77 089      |             |
| Abstentions    | Abstentions           | 37 706       | 49,05        | 32 988      | 42,79       |
| Votants        | Votants               | 39 168       | 50,95        | 44 101      | 57,21       |
| Blancs et nuls | Blancs et nuls        | 1 756        | 4,48         | 2 391       | 5,42        |
| Exprimés       | Exprimés              | 37 412       | 95,52        | 41 710      | 94,58       |

### (DOM 974)La Réunion
Source : Ministère de l'Intérieur - La Réunion
|                                                                                        |  |                                                                                        |
| Candidat arrivé en tête dans les communes de la Réunion au 1er tour :François Hollande |  | Candidat arrivé en tête dans les communes de la Réunion au 2e tour : François Hollande |

| Candidat       | Candidat              | Premier tour | Premier tour | Second tour | Second tour |
| Candidat       | Candidat              | Voix         | %            | Voix        | %           |
| -------------- | --------------------- | ------------ | ------------ | ----------- | ----------- |
|                | Eva Joly              | 7 737        | 2,13         |             |             |
|                | Marine Le Pen         | 37 549       | 10,31        |             |             |
|                | Nicolas Sarkozy       | 65 377       | 17,96        | 114 120     | 28,51       |
|                | Jean-Luc Mélenchon    | 24 503       | 6,73         |             |             |
|                | Philippe Poutou       | 3 170        | 0,87         |             |             |
|                | Nathalie Arthaud      | 2 190        | 0,6          |             |             |
|                | Jacques Cheminade     | 1 066        | 0,29         |             |             |
|                | François Bayrou       | 24 853       | 6,83         |             |             |
|                | Nicolas Dupont-Aignan | 3 631        | 1            |             |             |
|                | François Hollande     | 194 009      | 53,29        | 286 109     | 71,49       |
|                |                       |              |              |             |             |
| Inscrits       | Inscrits              | 578 409      | 100,00       | 578 355     | 100,00      |
| Abstentions    | Abstentions           | 199 021      | 34,41        | 156 961     | 27,14       |
| Votants        | Votants               | 379 388      | 65,59        | 421 394     | 72,86       |
| Blancs et nuls | Blancs et nuls        | 15 303       | 4,03         | 21 165      | 5,02        |
| Exprimés       | Exprimés              | 364 085      | 95,97        | 400 229     | 94,98       |

### (COM)Polynésie française
Source : Ministère de l'Intérieur - Polynésie française
Le conseil constitutionnel annula les suffrages de 11 bureaux de votes de Papeete pour le second tour en raison de dépouillements irréguliers.
| Candidat       | Candidat              | Premier tour | Premier tour | Second tour | Second tour |
| Candidat       | Candidat              | Voix         | %            | Voix        | %           |
| -------------- | --------------------- | ------------ | ------------ | ----------- | ----------- |
|                | Eva Joly              | 3 392        | 3,78         |             |             |
|                | Marine Le Pen         | 5 151        | 5,73         |             |             |
|                | Nicolas Sarkozy       | 40 611       | 45,21        | 52 825      | 53,06       |
|                | Jean-Luc Mélenchon    | 2 492        | 2,77         |             |             |
|                | Philippe Poutou       | 532          | 0,59         |             |             |
|                | Nathalie Arthaud      | 510          | 0,57         |             |             |
|                | Jacques Cheminade     | 378          | 0,42         |             |             |
|                | François Bayrou       | 5 139        | 5,72         |             |             |
|                | Nicolas Dupont-Aignan | 2 484        | 2,77         |             |             |
|                | François Hollande     | 29 130       | 32,43        | 46 733      | 46,94       |
|                |                       |              |              |             |             |
| Inscrits       | Inscrits              | 186 642      | 100,00       | 186 938     | 100,00      |
| Abstentions    | Abstentions           | 94 542       | 50,65        | 76 756      | 41,06       |
| Votants        | Votants               | 92 100       | 49,35        | 110 182     | 58,94       |
| Blancs et nuls | Blancs et nuls        | 2 281        | 2,48         | 10 624      | 9,64        |
| Exprimés       | Exprimés              | 89 819       | 97,52        | 99 558      | 90,36       |

### (DOM 976)Mayotte
Source : Ministère de l'Intérieur - Mayotte 
| [[Image:Résultats 1er tour de la présidentielle 2012 à Mayotte.png\|200px\|Candidat arrivé en tête au 1er tour dans chaque commune : François HollandeNicolas Sarkozy | alt=]] |                                                                                           | [[Image:Résultats 2nd tour de la présidentielle 2012 à Mayotte.png\|200px\|Candidat arrivé en tête au 1er tour dans chaque commune : François HollandeNicolas Sarkozy | alt=]] |
| Candidat arrivé en tête au 1er tour dans chaque commune : François HollandeNicolas Sarkozy                                                                            |        | Candidat arrivé en tête au 2e tour dans chaque commune : François HollandeNicolas Sarkozy | |        |

| Candidat       | Candidat              | Premier tour | Premier tour | Second tour | Second tour |
| Candidat       | Candidat              | Voix         | %            | Voix        | %           |
| -------------- | --------------------- | ------------ | ------------ | ----------- | ----------- |
|                | Eva Joly              | 789          | 2,19         |             |             |
|                | Marine Le Pen         | 996          | 2,77         |             |             |
|                | Nicolas Sarkozy       | 17 536       | 48,73        | 19 676      | 50,95       |
|                | Jean-Luc Mélenchon    | 944          | 2,62         |             |             |
|                | Philippe Poutou       | 299          | 0,83         |             |             |
|                | Nathalie Arthaud      | 192          | 0,53         |             |             |
|                | Jacques Cheminade     | 175          | 0,49         |             |             |
|                | François Bayrou       | 1 505        | 4,18         |             |             |
|                | Nicolas Dupont-Aignan | 395          | 1,1          |             |             |
|                | François Hollande     | 13 152       | 36,55        | 18 946      | 49,05       |
|                |                       |              |              |             |             |
| Inscrits       | Inscrits              | 77 413       | 100,00       | 77 544      | 100,00      |
| Abstentions    | Abstentions           | 39 731       | 51,32        | 37 262      | 48,05       |
| Votants        | Votants               | 37 682       | 48,68        | 40 282      | 51,95       |
| Blancs et nuls | Blancs et nuls        | 1 699        | 4,51         | 1 660       | 4,1         |
| Exprimés       | Exprimés              | 35 983       | 95,49        | 38 622      | 95,88       |

### Nouvelle-Calédonie
| |  | |
| Candidat arrivé en tête dans les communes de la Nouvelle-Calédonie au 1er tour :François HollandeNicolas Sarkozy |  | Candidat arrivé en tête dans les communes de la Nouvelle-Calédonie au 2e tour : François HollandeNicolas Sarkozy |

Source : Ministère de l'Intérieur - Nouvelle-Calédonie
| Candidat       | Candidat              | Premier tour | Premier tour | Second tour | Second tour |
| Candidat       | Candidat              | Voix         | %            | Voix        | %           |
| -------------- | --------------------- | ------------ | ------------ | ----------- | ----------- |
|                | Eva Joly              | 2 336        | 2,62         |             |             |
|                | Marine Le Pen         | 10 409       | 11,66        |             |             |
|                | Nicolas Sarkozy       | 44 302       | 49,63        | 61 772      | 63,03       |
|                | Jean-Luc Mélenchon    | 2 927        | 3,28         |             |             |
|                | Philippe Poutou       | 874          | 0,98         |             |             |
|                | Nathalie Arthaud      | 485          | 0,54         |             |             |
|                | Jacques Cheminade     | 279          | 0,31         |             |             |
|                | François Bayrou       | 4 579        | 5,13         |             |             |
|                | Nicolas Dupont-Aignan | 833          | 0,93         |             |             |
|                | François Hollande     | 22 235       | 24,91        | 36 239      | 36,97       |
|                |                       |              |              |             |             |
| Inscrits       | Inscrits              | 165 467      | 100,00       | 165 338     | 100,00      |
| Abstentions    | Abstentions           | 73 839       | 44,62        | 64 168      | 38,81       |
| Votants        | Votants               | 91 628       | 55,38        | 101 170     | 61,19       |
| Blancs et nuls | Blancs et nuls        | 2 369        | 2,59         | 3 159       | 3,12        |
| Exprimés       | Exprimés              | 89 259       | 97,41        | 98 011      | 96,88       |

### (COM)Saint-Pierre-et-Miquelon
Source : Ministère de l'Intérieur - Saint-Pierre-et-Miquelon
| Candidat       | Candidat              | Premier tour | Premier tour | Second tour | Second tour |
| Candidat       | Candidat              | Voix         | %            | Voix        | %           |
| -------------- | --------------------- | ------------ | ------------ | ----------- | ----------- |
|                | Eva Joly              | 43           | 1,63         |             |             |
|                | Marine Le Pen         | 416          | 15,81        |             |             |
|                | Nicolas Sarkozy       | 488          | 18,55        | 1 105       | 34,69       |
|                | Jean-Luc Mélenchon    | 399          | 15,17        |             |             |
|                | Philippe Poutou       | 103          | 3,91         |             |             |
|                | Nathalie Arthaud      | 23           | 0,87         |             |             |
|                | Jacques Cheminade     | 13           | 0,49         |             |             |
|                | François Bayrou       | 194          | 7,37         |             |             |
|                | Nicolas Dupont-Aignan | 64           | 2,43         |             |             |
|                | François Hollande     | 888          | 33,75        | 2 080       | 65,31       |
|                |                       |              |              |             |             |
| Inscrits       | Inscrits              | 4 923        | 100,00       | 4 922       | 100,00      |
| Abstentions    | Abstentions           | 2 193        | 44,55        | 1 531       | 31,11       |
| Votants        | Votants               | 2 730        | 55,45        | 3 391       | 68,89       |
| Blancs et nuls | Blancs et nuls        | 99           | 3,63         | 206         | 6,07        |
| Exprimés       | Exprimés              | 2 631        | 96,37        | 3 185       | 93,93       |

### (COM)Wallis-et-Futuna
Source : Ministère de l'Intérieur - Wallis-et-Futuna
| Candidat       | Candidat              | Premier tour | Premier tour | Second tour | Second tour |
| Candidat       | Candidat              | Voix         | %            | Voix        | %           |
| -------------- | --------------------- | ------------ | ------------ | ----------- | ----------- |
|                | Eva Joly              | 100          | 1,56         |             |             |
|                | Marine Le Pen         | 152          | 2,37         |             |             |
|                | Nicolas Sarkozy       | 2 414        | 37,68        | 2 974       | 43,94       |
|                | Jean-Luc Mélenchon    | 76           | 1,19         |             |             |
|                | Philippe Poutou       | 42           | 0,66         |             |             |
|                | Nathalie Arthaud      | 48           | 0,75         |             |             |
|                | Jacques Cheminade     | 29           | 0,45         |             |             |
|                | François Bayrou       | 410          | 6,4          |             |             |
|                | Nicolas Dupont-Aignan | 43           | 0,67         |             |             |
|                | François Hollande     | 3 093        | 48,28        | 3 795       | 56,06       |
|                |                       |              |              |             |             |
| Inscrits       | Inscrits              | 8 940        | 100,00       | 8 942       | 100,00      |
| Abstentions    | Abstentions           | 2 494        | 27,90        | 2 104       | 23,53       |
| Votants        | Votants               | 6 446        | 72,10        | 6 838       | 76,47       |
| Blancs et nuls | Blancs et nuls        | 39           | 0,61         | 69          | 1,01        |
| Exprimés       | Exprimés              | 6 407        | 99,39        | 6 769       | 98,99       |

### (COM)Saint-MartinetSaint-Barthélemy
Source : Ministère de l'Intérieur - Saint-Martin et Saint-Barthélémy
| Candidat       | Candidat              | Premier tour | Premier tour | Second tour | Second tour |
| Candidat       | Candidat              | Voix         | %            | Voix        | %           |
| -------------- | --------------------- | ------------ | ------------ | ----------- | ----------- |
|                | Eva Joly              | 208          | 2,59         |             |             |
|                | Marine Le Pen         | 975          | 12,14        |             |             |
|                | Nicolas Sarkozy       | 3 504        | 43,62        | 5 641       | 59,43       |
|                | Jean-Luc Mélenchon    | 473          | 5,89         |             |             |
|                | Philippe Poutou       | 85           | 1,06         |             |             |
|                | Nathalie Arthaud      | 44           | 0,55         |             |             |
|                | Jacques Cheminade     | 28           | 0,35         |             |             |
|                | François Bayrou       | 473          | 5,89         |             |             |
|                | Nicolas Dupont-Aignan | 92           | 1,15         |             |             |
|                | François Hollande     | 2 151        | 26,78        | 3 851       | 40,57       |
|                |                       |              |              |             |             |
| Inscrits       | Inscrits              | 22 685       | 100,00       | 22 686      | 100,00      |
| Abstentions    | Abstentions           | 14 408       | 63,51        | 12 779      | 56,33       |
| Votants        | Votants               | 8 277        | 36,49        | 9 907       | 43,67       |
| Blancs et nuls | Blancs et nuls        | 244          | 2,95         | 415         | 4,19        |
| Exprimés       | Exprimés              | 8 033        | 97,05        | 9 492       | 95,81       |

### Français établis hors de France
Source : Ministère de l'Intérieur - Français de l’étranger
| Candidat       | Candidat              | Premier tour | Premier tour | Second tour | Second tour |
| Candidat       | Candidat              | Voix         | %            | Voix        | %           |
| -------------- | --------------------- | ------------ | ------------ | ----------- | ----------- |
|                | Eva Joly              | 21 947       | 5,44         |             |             |
|                | Marine Le Pen         | 23 995       | 5,95         |             |             |
|                | Nicolas Sarkozy       | 153 301      | 38,01        | 236 160     | 53,05       |
|                | Jean-Luc Mélenchon    | 33 503       | 8,31         |             |             |
|                | Philippe Poutou       | 2 843        | 0,70         |             |             |
|                | Nathalie Arthaud      | 1 137        | 0,28         |             |             |
|                | Jacques Cheminade     | 1 457        | 0,36         |             |             |
|                | François Bayrou       | 45 867       | 11,37        |             |             |
|                | Nicolas Dupont-Aignan | 5 048        | 1,25         |             |             |
|                | François Hollande     | 114 196      | 28,32        | 209 002     | 46,95       |
|                |                       |              |              |             |             |
| Inscrits       | Inscrits              | 1 043 586    | 100,00       | 1 078 579   | 100,00      |
| Abstentions    | Abstentions           | 635 882      | 60,93        | 623 669     | 57,82       |
| Votants        | Votants               | 407 704      | 39,07        | 454 910     | 42,18       |
| Blancs et nuls | Blancs et nuls        | 4 410        | 1,08         | 9 748       | 2,14        |
| Exprimés       | Exprimés              | 403 294      | 98,92        | 445 162     | 97,86       |